# 纽伦堡审判
紐倫堡審判（英語：Nuremberg trials）是1945年第二次世界大戰結束後，同盟國針對納粹德國的代表所舉行的，審判納粹德國在戰爭期間策劃並實施對歐洲其他國家的侵略、以及對這些國家的公民暴行而特設的軍事法庭。其全名為「國際軍事法庭對主要戰犯的審判」（英語：Trial of the Major War Criminals Before the International Military Tribunal），通稱「國際軍事法庭」（International Military Tribunal，縮寫為），中文亦以紐倫堡大審稱之。
在1939年至1945年間爆發的二戰歐洲戰場，納粹德國入侵了歐洲多個國家，僅在蘇聯就造成了2,700萬人的死亡。對於如何懲罰戰敗的納粹領導層，各方提出了不同的建議，包括蘇聯提倡的「公審」及英國主張的「即時處決」。1945年中，法國、蘇聯、英國、美國等主要同盟國達成協議，在盟軍佔領期德國的紐倫堡召開聯合法庭，並以《紐倫堡憲章》作為法律依據。從1945年11月20日到1946年10月1日，該法庭審判了納粹德國在政治、軍事和經濟領域22位最重要的倖存領導人，以及六個德國組織。該審判的目的不僅是定罪被告，還包括收集不可辯駁的納粹罪行證據，向戰敗的德國人提供歷史教訓，並徹底瓦解傳統德國精英的合法性。
國際軍事法庭的判決支持了檢方的觀點，將策劃與發動侵略戰爭定義為「最嚴重罪行」，因為「它本身包含了所有罪惡的總和」。大多數被告同時被指控戰爭罪與反人類罪，而納粹德國系統性的大屠殺數百萬猶太人的行為是審判中的重要議題。美國還針對較低層級的加害者進行了12場後續審判，這些審判更集中於大屠殺。儘管這些審判因追溯性將侵略行為定為犯罪而在當時引發爭議，但其創舉——追究個人對違反國際法的責任——被認為是「國際法真正的開端」。

## 起源

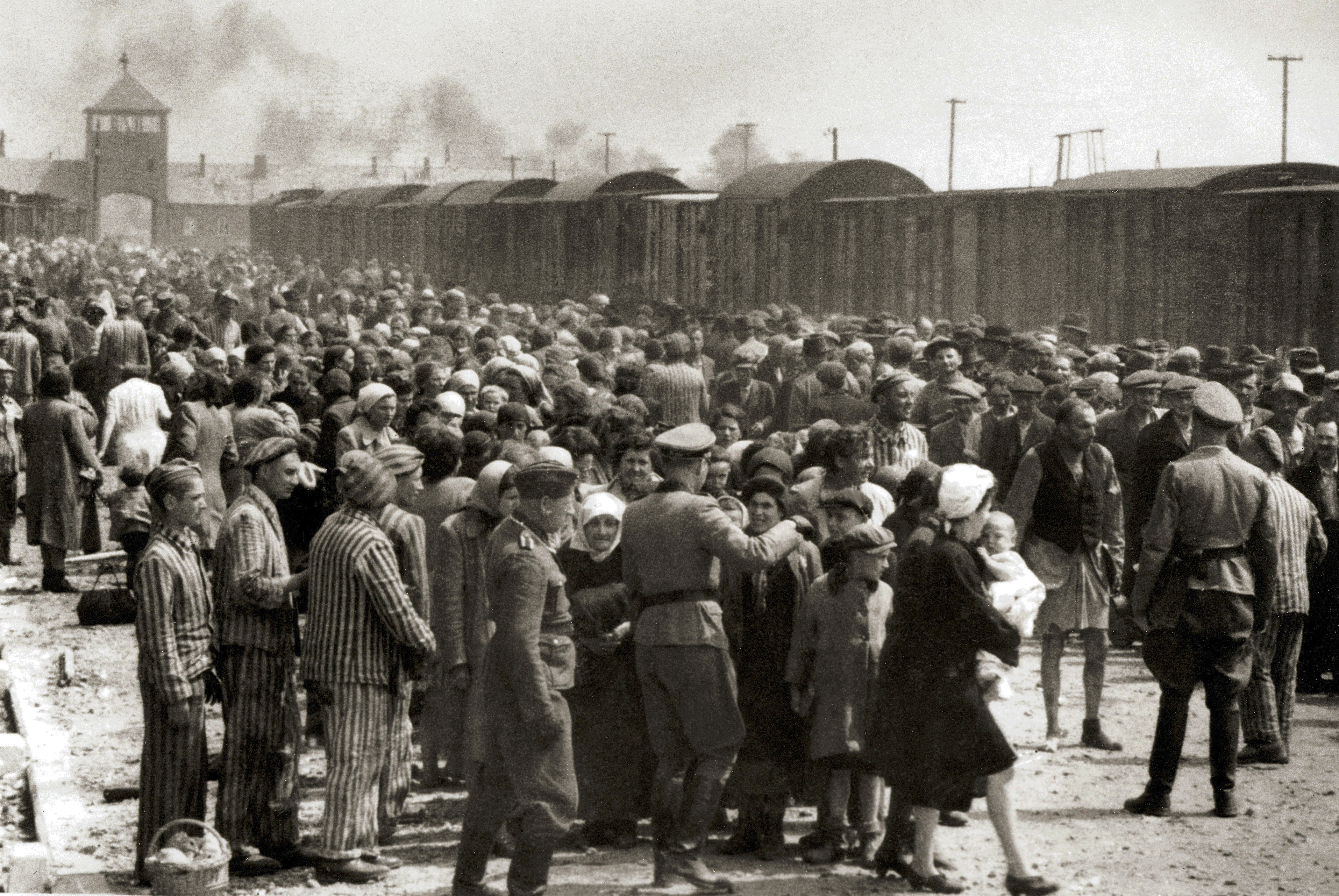
1944年，猶太人抵達奧斯威辛集中營。根據法律歷史學家克爾斯滕·塞勒斯的說法，死亡集中營「構成了同盟國指控納粹領導人的道德核心」。

1939年至1945年，納粹德國入侵波蘭、丹麥、挪威、荷蘭、比利時、盧森堡、法國、南斯拉夫、希臘和蘇聯等多個歐洲國家。在佔領區，德軍的侵略伴隨著極端殘暴的行為；僅蘇聯就有2,700萬人死亡，其中大多是平民，約占戰前人口的七分之一。這場審判的道德核心在於猶太人大屠殺和滅絕營的存在；基於這個獨特事件，同盟國以戰爭的整體性和野蠻程度導致其在戰爭史上絕無僅有為由，起訴納粹領導層。
審判納粹戰犯的第一步，是由被德國佔領國家的流亡政府所採取的行動，特別是波蘭。波蘭早在1939年12月便設立機構，負責記錄德國在波蘭犯下的罪行，為日後的起訴做準備。這些努力促成了1940年4月18日波蘭、法國和英國的聯合聲明，將德國定為罪行的責任方，但未明確承諾對其進行起訴。此承諾包含在1941年11月由波蘭倡議召開會議的被佔領國家宣言中，其中明確承諾將會對罪行進行起訴。1942年1月召開的另一場會議有蘇聯、美國、中國和英國的觀察員參加。與會國通過了一項聲明，承諾懲罰直接加害者及其上級，這成為後來紐倫堡審判體系的基礎。同時，會議促成了同盟國戰爭罪行懲治委員會。美國和英國拒絕支持這項提議，理由是第一次世界大戰後對戰爭罪行的起訴未能成功。
在波蘭和捷克斯洛伐克的主要壓力下，英國開始在起訴德國罪行方面採取具體行動。位於倫敦的聯合國戰爭罪行委員會於1943年10月首次開會，但蘇聯未有參與。委員會的工作因其職權範圍而陷入僵局，比利時法學家馬塞爾·德·巴爾和捷克法律學者博胡斯拉夫·艾澤爾主張擴大戰爭罪的定義，將「戰爭罪行」納入其中。1943年11月1日，蘇聯、英國和美國發布《莫斯科宣言》，警告納粹領導層，簽署國將「追捕他們至天涯海角以伸張正義」。宣言指出，對於在多國犯下罪行的高階納粹分子，將由各國共同處理；而其他罪犯則會在其犯罪地接受審判。
蘇聯法學家阿隆·特萊寧提出了「危害和平罪」（發動侵略戰爭）的概念，這一概念後來成為紐倫堡審判的核心議題。特萊寧的理念在西方被轉載並廣泛採用。在所有同盟國中，蘇聯積極主張將戰敗的德國領導人以侵略罪和戰爭罪共同起訴。蘇聯希望舉行一場類似於1930年代莫斯科審判的有預定結果的審判，以證明納粹領導人的罪行，並為索取戰爭賠款建立依據，以重建因戰爭而遭受嚴重破壞的蘇聯經濟。美國堅持舉行一場被視為合法的審判，以此作為改革德國的手段，同時展現西方制度的優越性。美國戰爭部在1944年底至1945年初擬定了設立國際法庭的計劃。而英國政府則仍然偏好對納粹領導人即時處決，理由是第一次世界大戰後的審判失敗，以及對法律回溯性的顧慮。1945年2月的雅爾達會議上，與會國對納粹的懲處方式仍未達成共識。1945年5月2日，美國總統哈瑞·S·杜魯門在舊金山會議上宣布成立國際軍事法庭。1945年5月8日，德國無條件投降宣告了歐洲戰場結束。

## 成立

### 紐倫堡憲章

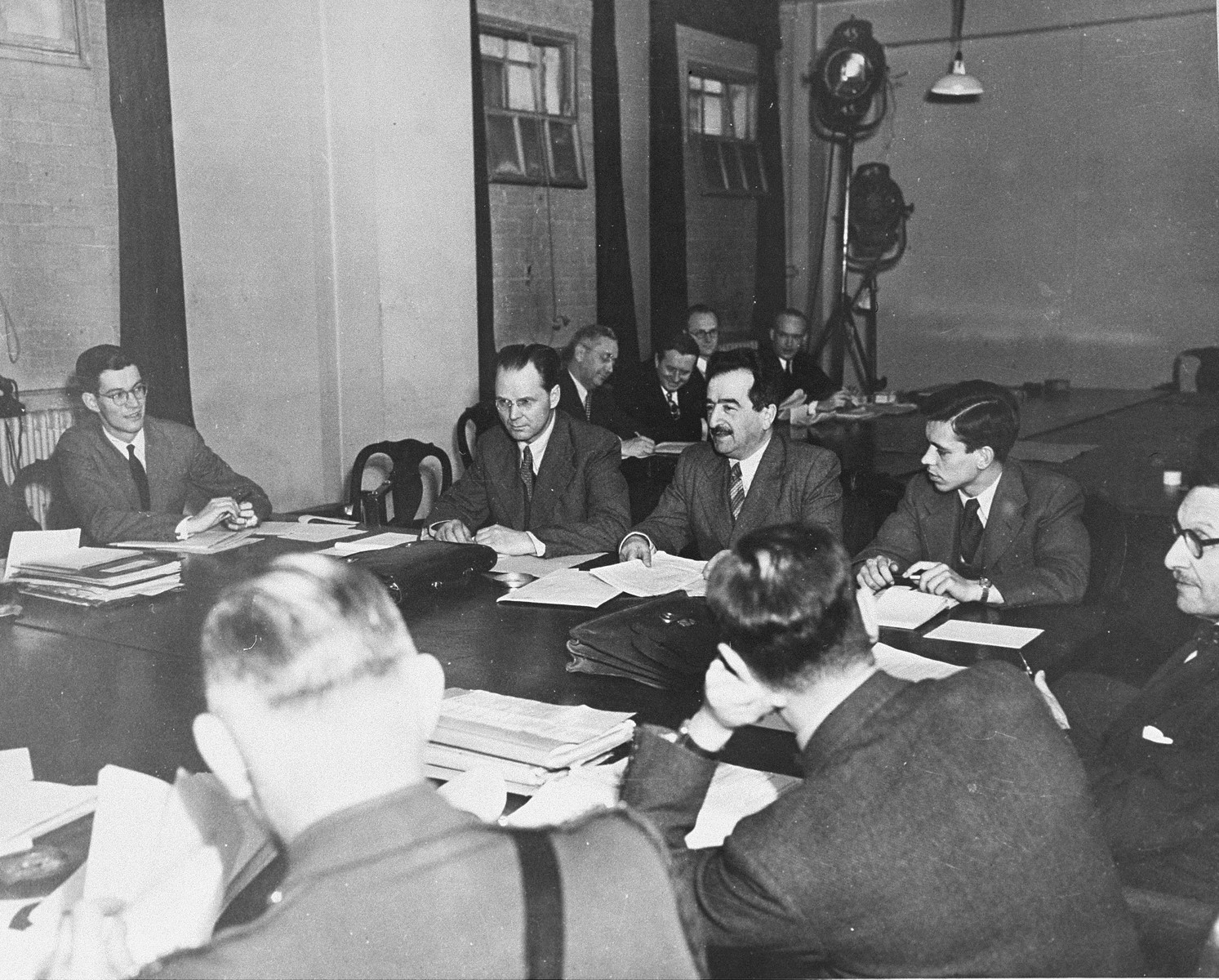
阿隆·特萊寧（中間蓄鬍者）在倫敦會議上發言。

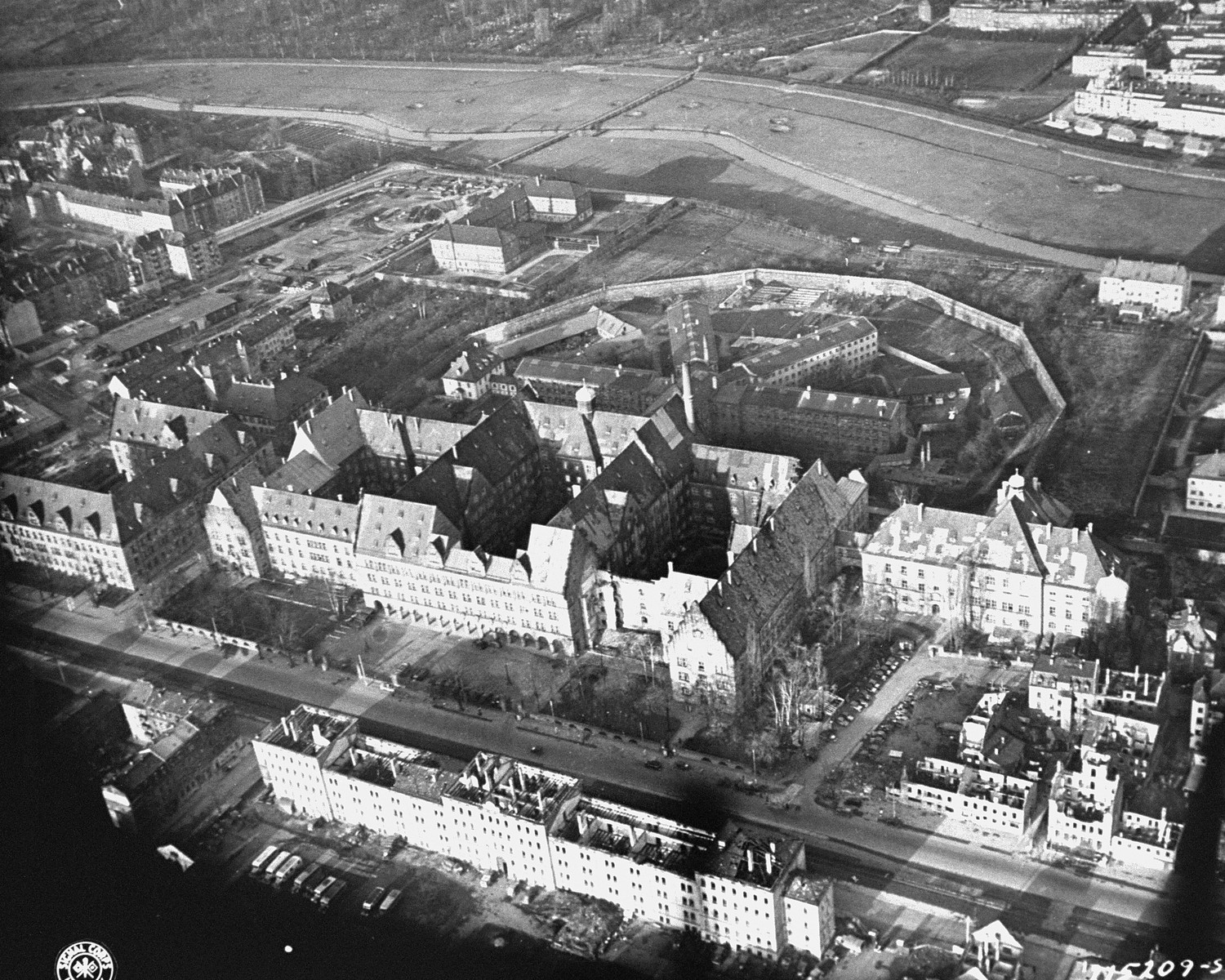
1945年，司法宮的鳥瞰圖，後方附有監獄。

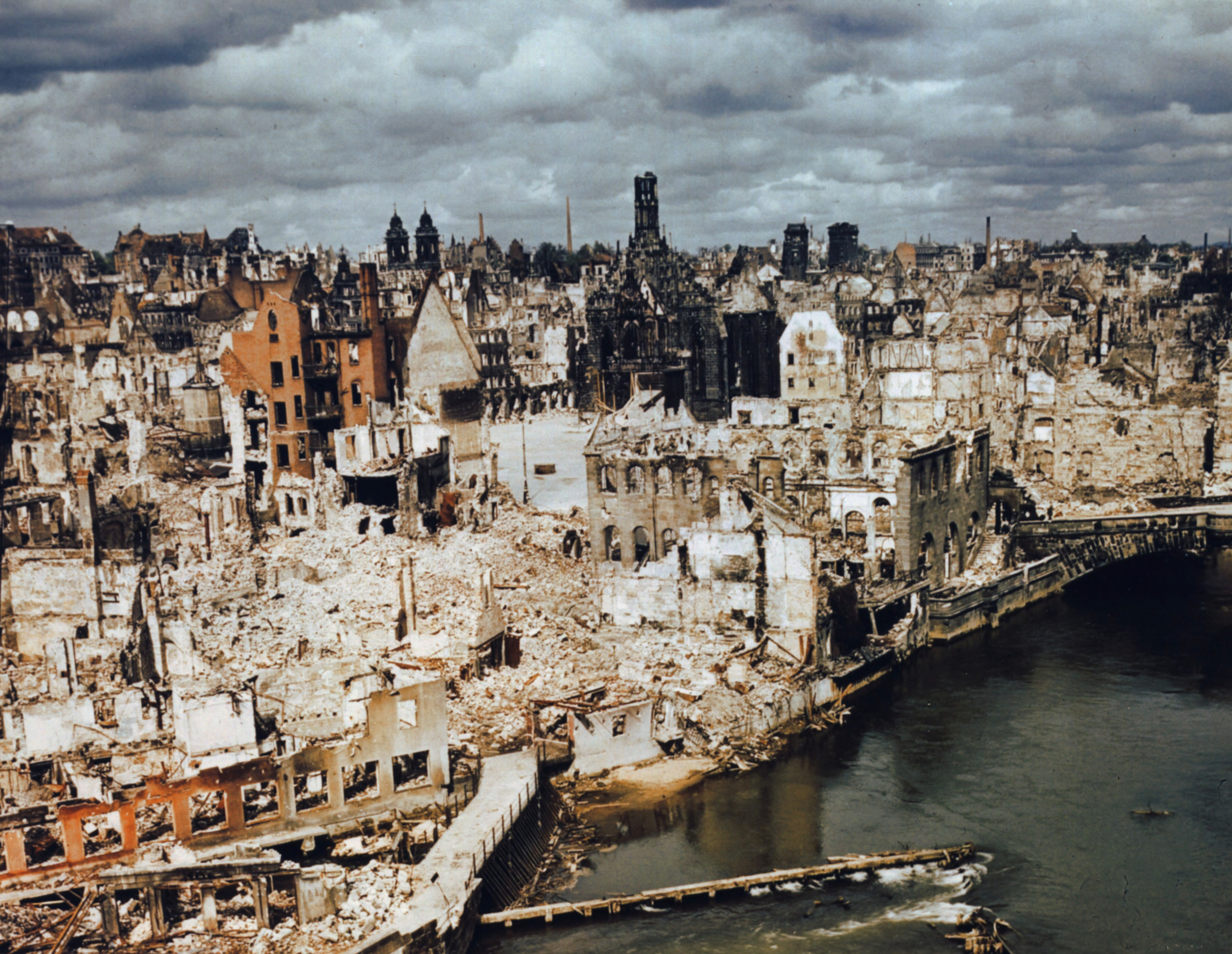
約1945年的紐倫堡廢墟。

1945年6月26日至8月2日舉行的倫敦會議上，法國、蘇聯、英國和美國的代表就審判的形式談判。在談判結束前，對於是否會舉行審判仍不明確。
審判中將追究的罪行包括危害和平罪、反人類罪和戰爭罪。在會議上，與會各國就侵略戰爭是否為現行國際習慣法所禁止的行為，展開了辯論。不論結果如何，在《紐倫堡憲章》通過之前，並無針對侵略行為的刑事責任法律依據。儘管其他同盟國有所顧慮，美國談判代表兼最高法院大法官羅伯特·H·傑克遜威脅如果不對侵略罪進行起訴，美國將退出談判，因為侵略行為是美國參與第二次世界大戰的主要理由。然而，傑克遜在「危害和平罪」的定義上作出妥協，因為其他三個同盟國反對，認為這可能削弱聯合國安全理事會的行動自由。
戰爭罪在國際法中已被視為違反戰爭法律和習慣的刑事罪行，但這些規定並不適用於一個政府對其本國公民的行為。法律專家尋求途徑以審判針對德國公民（如德國猶太人）的罪行。蘇聯提出的「針對平民的罪行」指控，在傑克遜的建議下被改名為「反人類罪」。這個名稱曾在第一次世界大戰後的「責任委員會」報告中出現，也曾用於起訴亞美尼亞大屠殺加害者，但未成功。英國提出的反人類罪定義基本上被接受，最終定義為：「針對任何平民的謀殺、滅絕、奴役、驅逐及其他不人道行為」。憲章的最終版本將法庭對反人類罪的管轄權限限定於作為侵略戰爭一部分所犯下的罪行。美國擔心其「吉姆·克勞」種族隔離制度被認定為反人類罪，蘇聯則不希望國際法庭對一國政府對待本國公民的行為擁有管轄權，兩國因此支持限制管轄範圍。
紐倫堡憲章顛覆了傳統國際法的觀點，首次將責任歸於個人而非國家，對違法行為追究個人責任。其他三個同盟國提議將罪行定義限於戰敗的軸心國所犯的行為，但被傑克遜拒絕。最終，憲章將法庭的管轄權限定於德國的行為。第七條規定，被告不得以主權豁免為理由進行辯護。是否接受「服從上級命令」的抗辯，由法官裁定。審判是在修改過的普通法上進行的。 談判代表決定，法庭的永久所在地設在柏林，而審判則在紐倫堡的司法宮舉行。紐倫堡位於美國佔領區，是納粹集會的象徵性地點。司法宮雖然相對完整，但因轟炸受損，需進行修繕以舉行審判；司法宮附設有監獄，可用來羈押被告。8月8日，同盟國在倫敦簽署了紐倫堡憲章。

### 法官與檢察官
1946年初，來自四個國家代表團的員工共有一千人餘，其中約三分之二來自美國。除了法律專業人士，還有許多社會科學研究人員、心理學家、翻譯員和口譯員，以及圖形設計師，後者負責製作審判期間使用的各種圖表。每個國家任命了一個起訴團隊和兩名法官，其中一名為副法官，不具投票權。
傑克遜被任命為美國首席檢察官，歷史學家金·克里斯蒂安·普里梅爾形容他為「一位多才多藝的政治家和卓越的演說家，儘管不是偉大的法律思想家」。美國檢察官認為納粹主義是德國偏離西方發展路線（所謂的“特殊路線”）的產物，並試圖通過審判來矯正這一偏離，該審判既具有報復性也具有教育性目的。作為最大代表團，美國承擔大部分的起訴工作。根據傑克遜的建議，美國任命了法官弗朗西斯·比德爾和約翰·帕克。英國首席檢察官是英格蘭及威爾斯檢察總長的哈特利·沙克羅斯爵士，並由其前任大衛·麥斯威爾·菲夫爵士協助。儘管英國首席法官傑弗里·勞倫斯爵士（上訴法院法官）是法庭的名義主席，但實際上比德爾行使了更多的權力。
法國檢察官弗朗索瓦·德·孟頓負責起訴維琪法國領導人。後於1946年1月辭職，並由奧古斯特·尚佩蒂耶·德·里貝接任。法國法官是刑法教授亨利·多內迪厄·德·瓦布爾和副法官羅伯特·法爾科，後者曾代表法國參加倫敦會議，也是法國最高法院的法官。法國政府試圖任命那些未曾與維琪政權合作的員工；其中一些受命者是曾參與法國抵抗運動的人。蘇聯原本預期這將是一場政治作秀的審判，並任命了曾主持莫斯科審判的伊奧納·尼基琴科為首席檢察官，但後被改任為法官，並由曾參與類似審判的羅曼·魯岑科接替。蘇聯的法官和檢察官在作出重大決策之前，必須諮詢蘇聯政治家安德烈·維辛斯基所領導的莫斯科委員會；這樣妨礙了蘇聯在設定議程方面的速度。蘇聯代表團的影響力也受到英語能力有限、缺乏口譯員以及對外交和國際機構不熟悉的限制。
世界猶太復國組織主席哈伊姆·魏茨曼與波蘭國民團結臨時政府提出請求，希望能在審判中擔任積極角色，理由是作為納粹罪行受害者的代表。然而，此項請求遭到拒絕。蘇聯邀請了來自其盟國的檢察官，包括波蘭、捷克斯洛伐克和南斯拉夫；丹麥和挪威也派出了代表團。儘管波蘭代表團並未獲得干預審判的權力，但它提交了證據和起訴書，並成功引起了對波蘭猶太人及非猶太人所受罪行的關注。

### 起訴

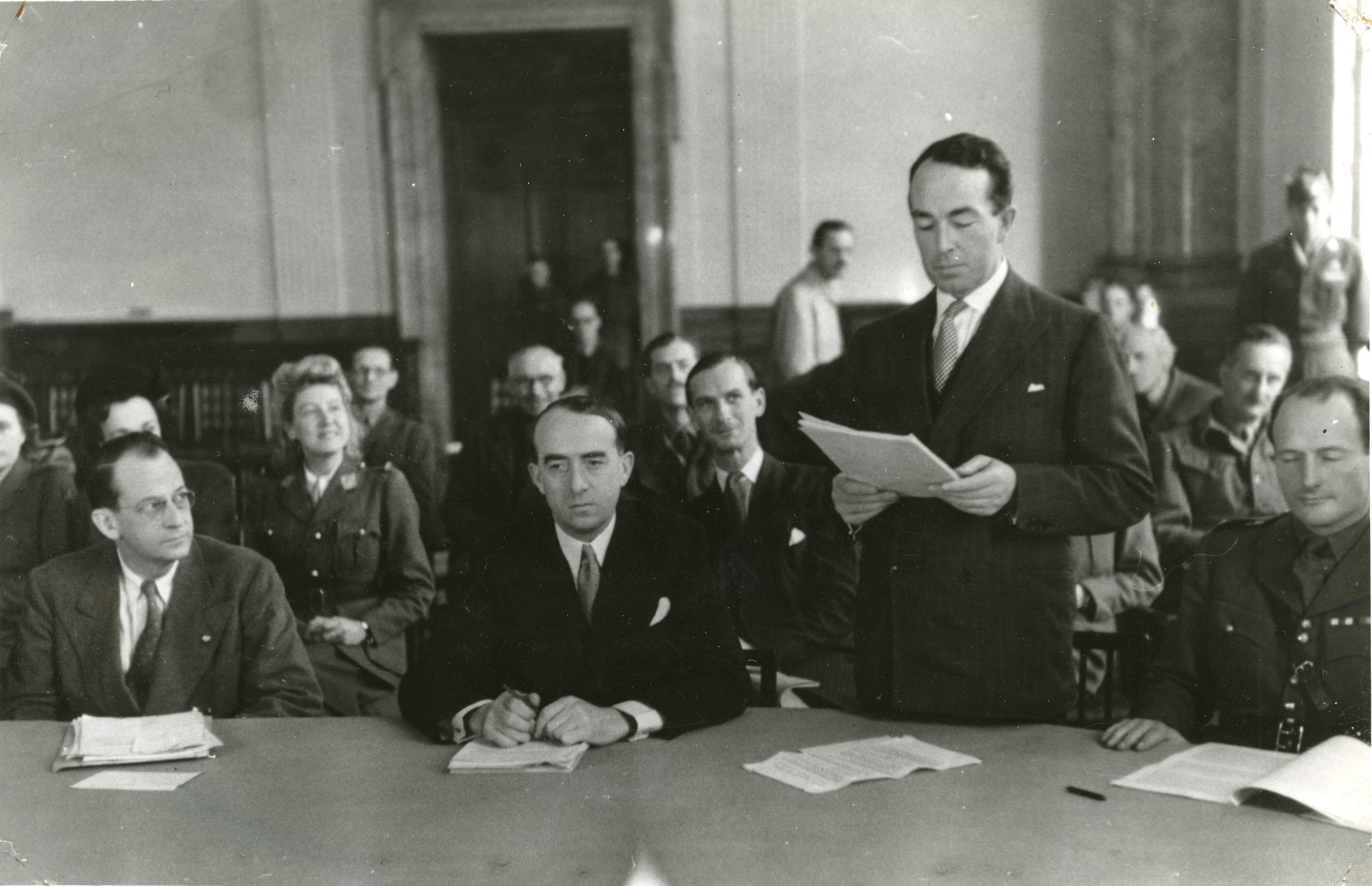
1945年10月18日，將起訴書交給法庭。

起訴書的起草工作由各國代表團分工負責。英國負責侵略戰爭的部分；其他代表團則負責涵蓋反人類罪和在西線（法國）與東線（蘇聯）上犯下的戰爭罪。美國代表團概述了納粹的整體陰謀和納粹組織的犯罪行為。英國和美國代表團決定共同起草有關策劃發動侵略戰爭的指控。9月17日，各代表團會議討論了起訴書的內容。
憲章未列入的共謀罪將各種指控和被告緊密聯繫在一起，用於起訴納粹高層領導人，以及那些從未親手殺人或甚至未直接下令殺人的官僚。這也是繞過憲章對二戰前犯罪指控的限制的一種手段。陰謀罪在對宣傳家和工業家案件中的審理中起到了核心作用：前者被指控為戰爭和其他罪行提供了意識形態上的正當化，後者則被指控支持德國的戰爭努力。這項指控是由戰爭部律師默里·伯奈斯提出的，可能受到他此前在起訴證券詐欺案件中的經驗啟發。這項指控由美國主導，但在其他代表團中並不太受歡迎，特別是法國。
由於任務規模龐大且難以招募口譯員，特別是在蘇聯，將起訴書和證據翻譯成法庭的三種官方語言（英語、法語和俄語）以及德語成為一大挑戰。維辛斯基要求對危害和平罪的指控進行大量修改，尤其是關於德蘇互不侵犯條約在引發第二次世界大戰中的作用。傑克遜還將整體陰謀罪與其他三項罪名分開，目的是讓美國檢察官負責整體納粹陰謀的起訴，而其他代表團則專注於詳細闡述納粹罪行。分工不明以及起訴書準備的匆忙，導致了重複、措辭不準確，以及未能將具體指控歸屬於個別被告的情況。

### 被告

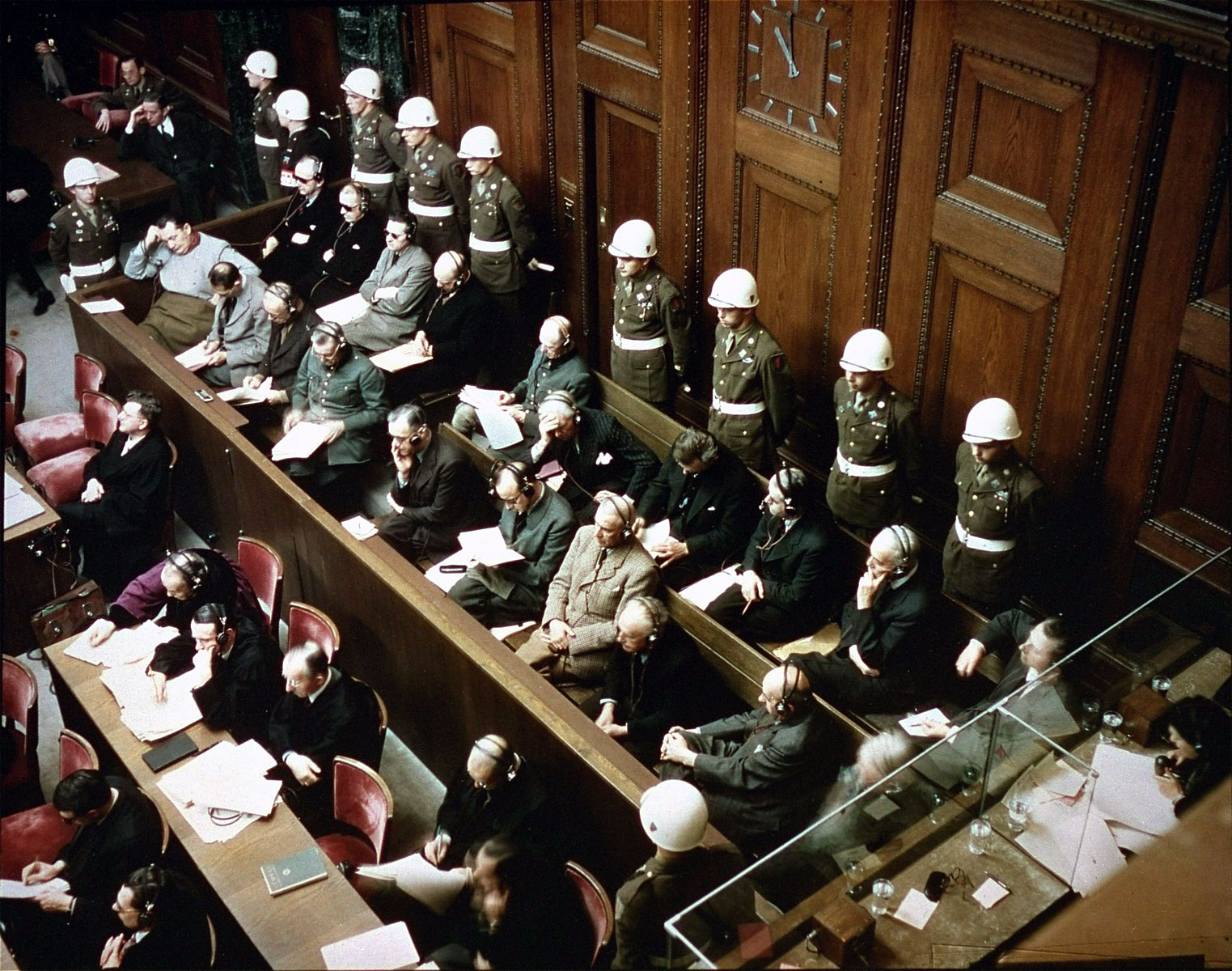
紐倫堡審判的被告席上

一些最著名的納粹分子（包括阿道夫·希特勒、海因里希·希姆萊和約瑟夫·戈培爾）已經自殺，因此無法接受審判。檢察官希望審判德國政治、經濟和軍事領域的代表性領導人。大多數被告已經向美國或英國投降。
這些被告大多並未懺悔，被告中包括前內閣成員：弗朗茨·馮·帕彭（將希特勒帶上權力巔峰）、約阿希姆·馮·里賓特羅普（外長）、康斯坦丁·馮·諾伊拉特（外長）、威廉·弗里克（內政部長）和阿爾弗雷德·羅森堡（佔領東方領土的部長）。還有德國經濟領袖被起訴，包括克虜伯集團的古斯塔夫·克虜伯、前國家銀行行長赫爾馬·沙赫特、經濟規劃者阿爾伯特·斯佩爾和瓦爾特·馮克，以及斯佩爾的下屬、強迫勞工計劃負責人弗里茨·索克爾。雖然英國對起訴經濟領袖持懷疑態度，但法國則強烈關注突出德國的經濟帝國主義。 軍事領袖包括赫爾曼·戈林、威廉·凱特爾、阿爾弗雷德·約德爾、埃里希·雷德爾和卡尔·邓尼茨。還有宣傳家朱利烏斯·斯特賴赫和漢斯·弗里茨切；希特勒的副手魯道夫·赫斯，他在1941年飛往英國；波蘭總統府總督漢斯·弗蘭克；希特勒青年團領袖巴爾杜爾·馮·希拉赫；荷蘭帝國總督阿圖爾·賽斯·因奎特；以及希姆萊的帝國安全總局局長恩斯特·卡爾滕布魯納。審判的觀察者認為被告們平庸且可鄙。
儘管被告名單在8月29日已經確定，直到10月，傑克遜仍要求增加新的名字，但這一要求被拒絕。在被起訴的24人中，馬丁·博爾曼缺席受審，因為同盟國並不知道他已經死亡；克虜伯因病重無法出庭受審；而羅伯特·雷在審判開始前自殺。前納粹分子被允許擔任辯護律師，到11月中旬，所有被告都已經有了律師。被告的律師聯合向法庭提出上訴，聲稱法庭對被告不具有管轄權，但該請求被駁回。辯護律師認為自己不僅是為被告辯護，也是在為德國民族辯護。最初，美國計劃審判十四個組織及其領導人，但最終縮小範圍，僅審判六個組織：帝國內閣、納粹黨領導層、蓋世太保、衝鋒隊、納粹黨衛軍與保安處，以及國防軍總參謀部和最高統帥部。目標是將這些組織定性為犯罪組織，以便其成員能夠因為參與犯罪組織而迅速受到審判。美國高級官員認為，定罪這些組織是一個很好的方式，既能表明不僅僅是德國高層領導人對罪行負有責任，又不會全盤譴責整個德國人民。

### 證據

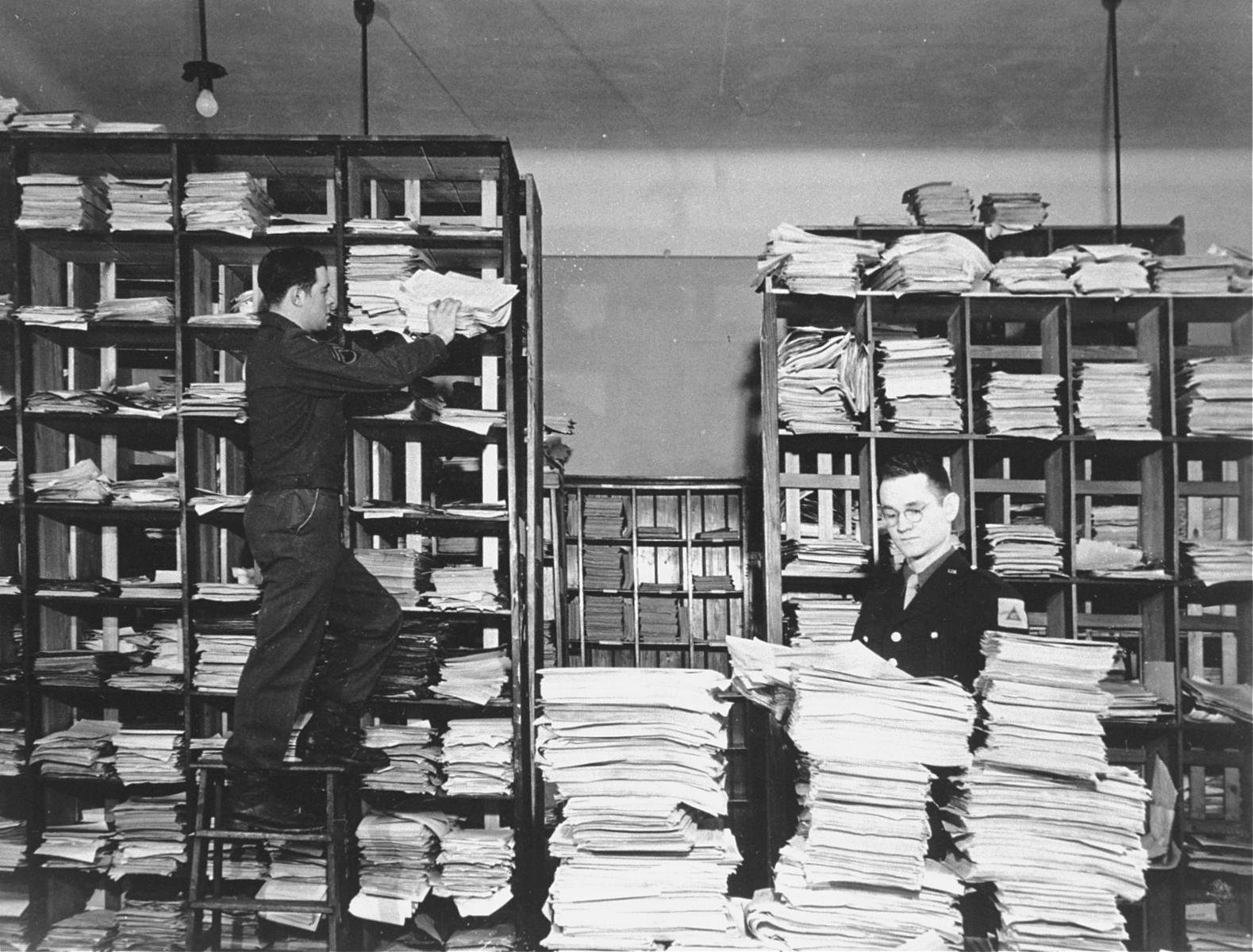
美國陸軍文員與證據

整個夏季各國代表團都在努力收集即將到來的審判所需的證據。美國和英國的檢察官更專注於文件證據和宣誓書，而非倖存者的證詞。這一策略提高了案件的可信度，因為倖存者的證詞被認為不夠可靠且容易受到偏見指控，但也減少了公眾對審判過程的關注。美國檢察官利用了美國情報機構戰略情報局的報告，以及猶太研究機構YIVO和美國猶太委員會提供的資料。而法國檢察官則呈交了許多從當代猶太人文獻中心獲得的文件。檢方傳喚了37名證人，而辯方則有83名證人，這還不包括19名親自為自己辯護的被告。檢方審查了11萬份德國被俘文件，並將4,600份文件納入證據，還有30卷（19英里長）的電影膠片和25,000張照片。
憲章允許所有被認為具有證明價值的證據，包括證人陳述。由於證據規則較為寬鬆，照片、圖表、地圖和電影在使難以置信的罪行變得可信方面發揮了重要作用。在美國檢察官在審判初期提交了大量文件後，法官要求所有證據都必須進行朗讀並記錄在案，這使得審判進程變得緩慢。指控的結構也造成了延遲，因為相同的證據在涉及陰謀罪和其他指控時被重複朗讀多次。

## 審判過程
國際軍事法庭於1945年11月20日開始審判，在蘇聯檢察官提出的延期請求被駁回後，該請求是希望有更多時間準備案件。所有被告均認不成立。傑克遜明言，這次審判的目的不僅僅是要定罪被告。檢察官希望收集不可辯駁的納粹罪行證據，確立個人責任以及侵略罪在國際法中的地位，給戰敗的德國人上一課，剝奪傳統德國精英的合法性，並使同盟國能夠與懷柔政策劃清界限。傑克遜強調，儘管美國「並不尋求將整個德國定罪」，但審判也「並非用來使整個德國免於責任，除了法庭上的21名被告」。然而，辯護律師（儘管大多數被告並未參與）辯稱，檢察官試圖推動「德國集體罪責」，並強烈反駁傑克遜的立場。根據普里梅爾的說法，陰謀指控「邀請了辯護性詮釋：絕對的、極權主義的獨裁敘事，由社會的瘋狂邊緣運行，德國人是首批受害者，而不是加害者、合作者或跟隨者」。相反，關於大屠殺的證據使一些觀察者相信，德國人在大屠殺發生時必定是知道這一罪行的。

### 美國與英國的指控

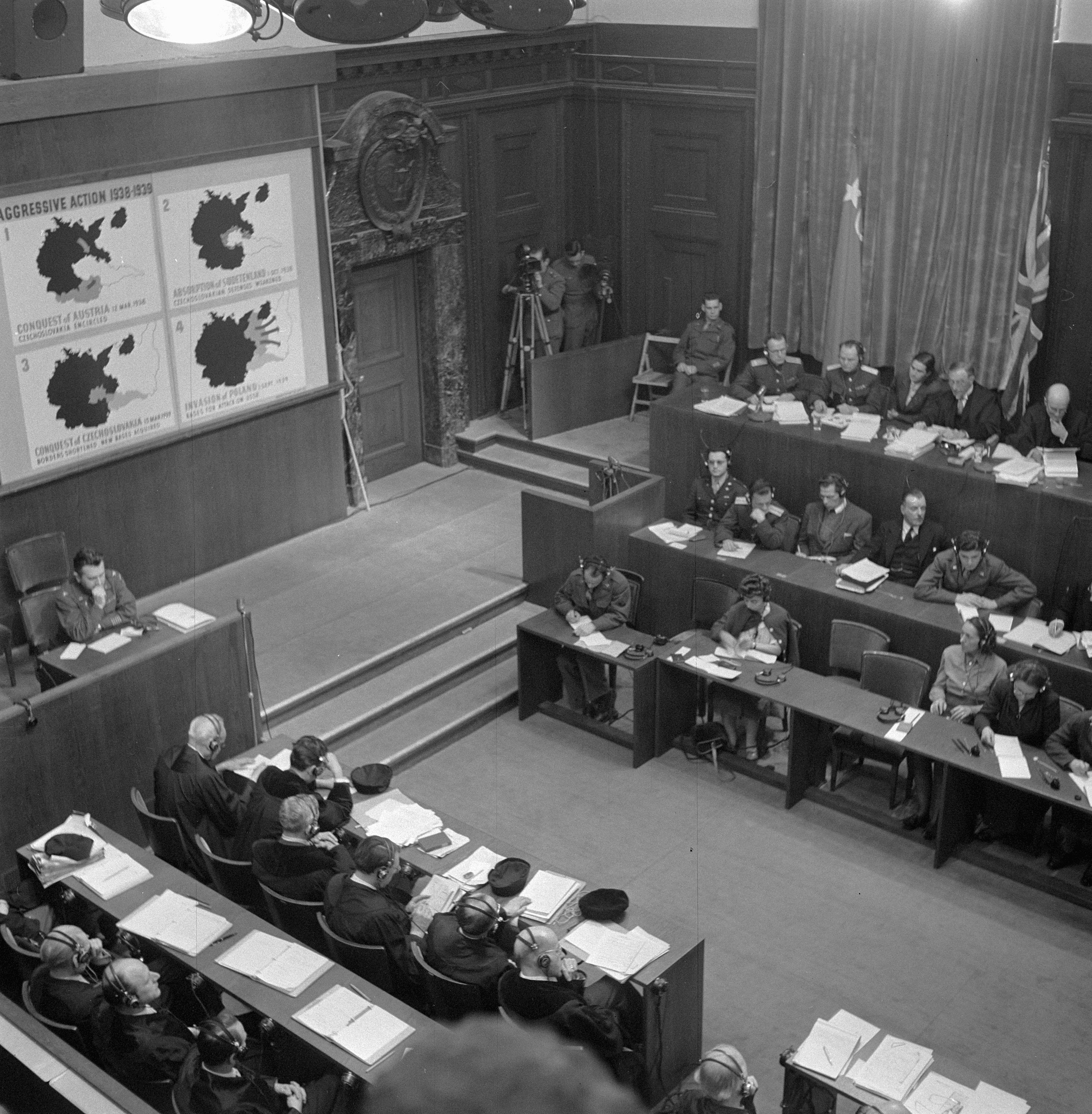
呈交有關德國侵略的信息，1945年12月4日

1945年11月21日，傑克遜為檢察官發表了開庭陳述。他形容戰敗的納粹分子接受審判是「權力對理性所表達的最重要的敬意之一」。傑克遜專注於侵略戰爭，並將其描述為其他罪行的根源，推崇納粹國家及其整體犯罪陰謀的意圖主義觀點。這次演講得到了檢察官、法庭、觀眾、歷史學家甚至被告的好評。
美國方的案件大部分集中在二戰爆發前納粹陰謀的發展。在試圖提供關於第一次侵略行為——對奧地利的侵略——的證據時，美國方檢察官的工作陷入困境。11月29日，檢察官無法繼續展示關於捷克斯洛伐克入侵的證據，於是播放了《Nazi Concentration and Prison Camps》影片。該片從納粹集中營解放的影像中編輯而成，震驚了被告和法官，審判因此休庭。未經篩選的證據和未能將其與具體被告對應的證據展示，妨礙了美國檢察官在提出關於反人類罪的陰謀指控方面的工作。美國傳喚了別動隊指揮官奧托·奧倫多夫，他證實了自己指揮下殺害了80,000人的事實，還有SS將軍埃里希·馮·德姆·巴赫-策萊夫斯基，他承認德國的反游擊戰爭實際上只是掩護大規模屠殺猶太人的手段。

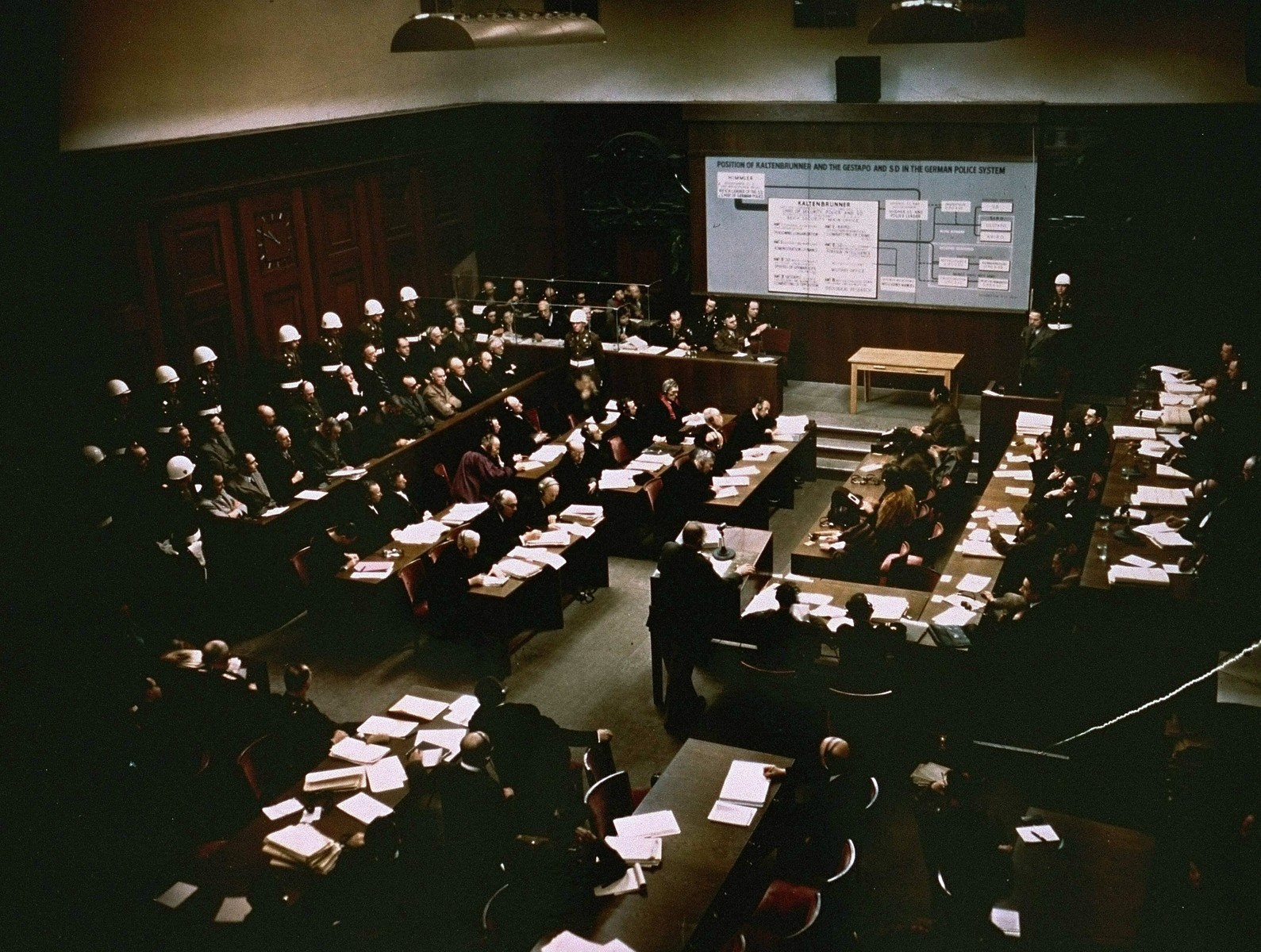
展示有關恩斯特·卡爾滕布魯納罪行的證據，1946年1月2日。

英國方檢察官負責對危害和平罪的指控，這與美國方的陰謀案件大部分內容重複。12月4日，沙克羅斯發表了開場演說，該演說的大部分內容由劍橋大學教授赫施·勞特帕赫特所撰寫。與傑克遜不同，沙克羅斯試圖將侵略指控的新穎性降到最低，詳細闡述了海牙公約和日內瓦公約、國際聯盟公約、洛迦諾條約、以及凱洛格-布蘭條約。英國方使用了四天時間來進行辯論，麥斯威爾·菲夫詳細列舉了德國違反的條約。12月中旬，美國方轉而展示對被指控組織的案件，而在1月，英美雙方則展示了針對個別被告的證據。除了起訴書中提到的組織外，美國和英國檢察官還提到德國外交部、國防軍與海軍共謀。

### 法國的指控
從1946年1月17日到2月7日，法國陳述了其指控及支持證據。與其他檢察團隊不同，法國檢察官深入探討了德國在十九世紀的發展，並認為德國由於泛德意志主義和帝國主義的影響，與西方發展脫節。他們主張，納粹意識形態源自這些早期的思想，是本次審判中罪行的犯罪故意（mens rea）。法國檢察官比英國和美國的同僚更強調許多德國人的共謀。他們幾乎沒有提及侵略戰爭的指控，而是將焦點放在強迫勞動、經濟掠奪和大屠殺上。 檢察官埃德加·福爾將德國的各項政策，如德國併吞阿爾薩斯-洛林，歸為「德國化」的範疇，並認為這是一種反人類罪。與英國和美國檢察官專注於使用德國文件來支持案件的策略不同，法國檢察官採取了受害者的角度，提交了戰後的警察報告。共有十一名證人出庭作證，其中包括納粹迫害的受害者；抵抗運動戰士、奧斯威辛倖存者瑪麗·克洛德·瓦揚-庫蒂里耶作證，講述了她所目睹的罪行。除了處決人質的指控外，法國提出的戰爭罪被法庭接受。由於憲章對反人類罪的定義較為狹隘，法官唯一接受的反人類罪指控是將猶太人從法國和其他西歐地區驅逐的行為。

### 蘇聯的指控

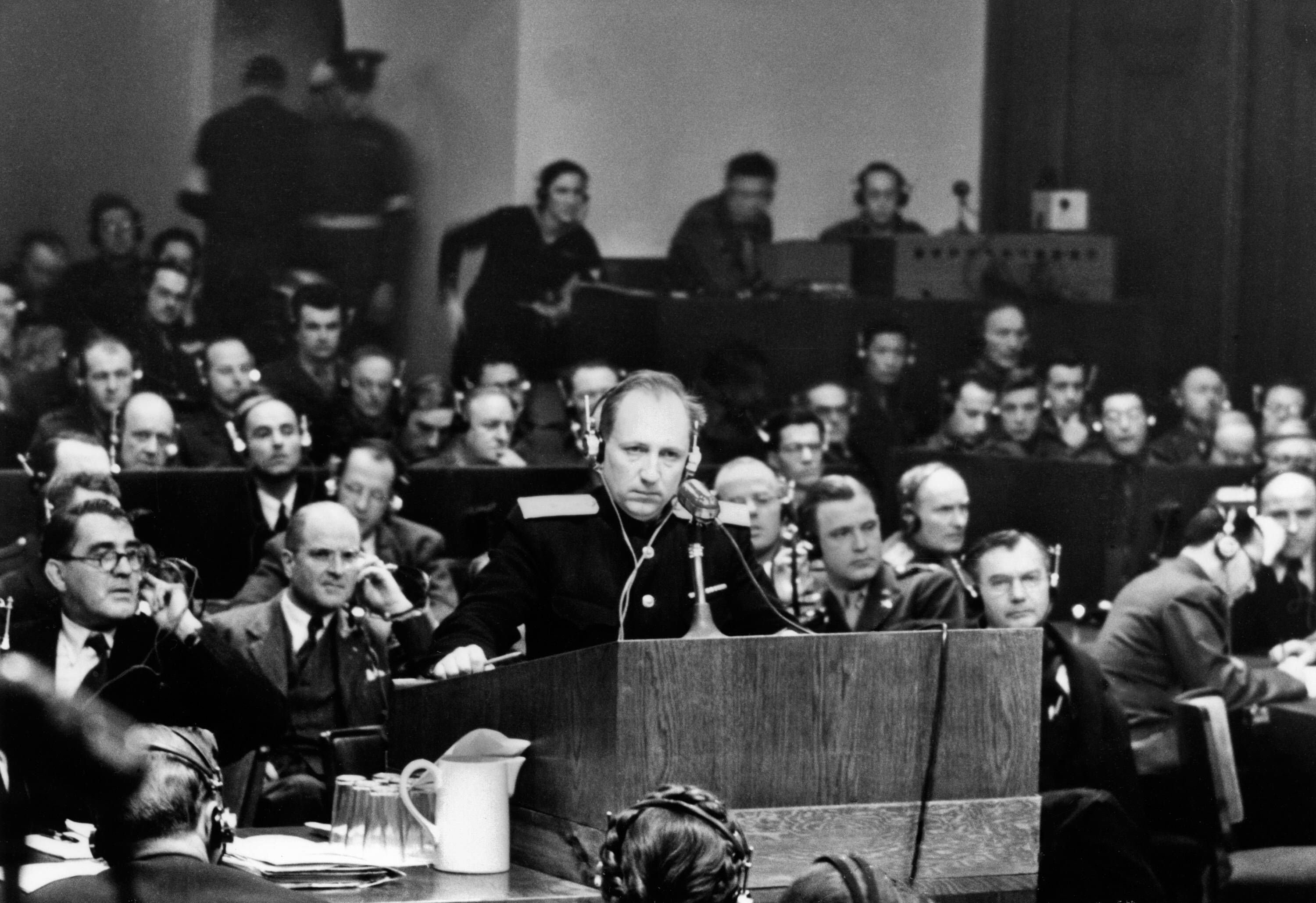
羅曼·魯岑科開庭陳述蘇聯案件。

1946年2月8日，蘇聯檢察官由羅曼·魯岑科開庭陳述，涵蓋了四項檢控指控，強調德國佔領者在其摧毀性且無理的入侵過程中犯下的各種罪行。魯岑科試圖強調與其他同盟國的共同立場，同時否認納粹與蘇聯統治之間有任何相似之處。隨後的一周，蘇聯檢察官提出由弗里德里希·保盧斯（斯大林格勒戰役後被蘇軍俘虜的德軍元帥）作為證人，並質詢後者關於入侵蘇聯的準備工作。保盧斯指認了他的前同事，指出凱特爾、約德爾和戈林是最應負責的被告。
比起其他代表團，蘇聯檢察官更為詳細地展示了德國暴行的殘酷細節，尤其是300萬蘇聯戰俘和數十萬列寧格勒居民被活活餓死。雖然蘇聯檢察官主要處理的是東歐猶太人的系統性屠殺，有時他們將猶太人的命運與其他蘇聯民族的命運混為一談。儘管這些方面已經由美國檢方處理，但蘇聯檢察官仍能從特別國家委員會的報告和對敵方高級軍官的審訊中得到新證據。列夫·斯米爾諾夫呈交了關於利迪策大屠殺的證據，並補充說德國侵略者在東歐大規模摧毀了數千個村莊並屠殺了居民。蘇聯檢察官強調了政策中的種族主義方面，如將數百萬平民強行遷往德國進行強迫勞動、殺害兒童、對佔領區進行系統性掠奪、對文化遺產的盜竊或破壞。蘇聯檢察官還試圖捏造德國對卡廷大屠殺的責任，但實際上該事件是由蘇聯內務人民委員部所犯。儘管西方檢察官從未公開拒絕卡廷指控，以免對整個審判過程產生質疑，但他們對此持懷疑態度。辯方提供了蘇聯的責任證據，最終卡廷並未在判決中提及。
受到美國方展示的影片啟發，蘇聯委託製作了三部審判相關的影片：《德國法西斯對蘇聯人民文化財寶的摧毀》、《德國法西斯侵略者在蘇聯所犯的暴行》和《德國法西斯對蘇聯城市的摧毀》，影片使用了蘇聯電影製作者的素材和德國新聞片的鏡頭。第二部影片包含了馬伊達內克滅絕營和奧斯威辛的影像，並被認為比美國方的集中營影片更具震撼性。蘇聯證人包括數名德國暴行的倖存者，其中包括兩名經歷過列寧格勒圍城戰的平民、一名在反游擊戰爭中其村莊被摧毀的農民、一名經歷過多個戰俘營的紅軍醫生和兩名大屠殺倖存者——薩穆埃爾·莫根施特恩，特雷布林卡滅絕營倖存者，以及詩人亞伯拉罕·蘇茨克維爾，他描述了數萬名來自維爾納的猶太人被殺害的情況。蘇聯檢察官的案件普遍受到好評，並提供了有力的證據，展示了蘇聯人民的苦難和蘇聯對勝利的貢獻。

### 辯護

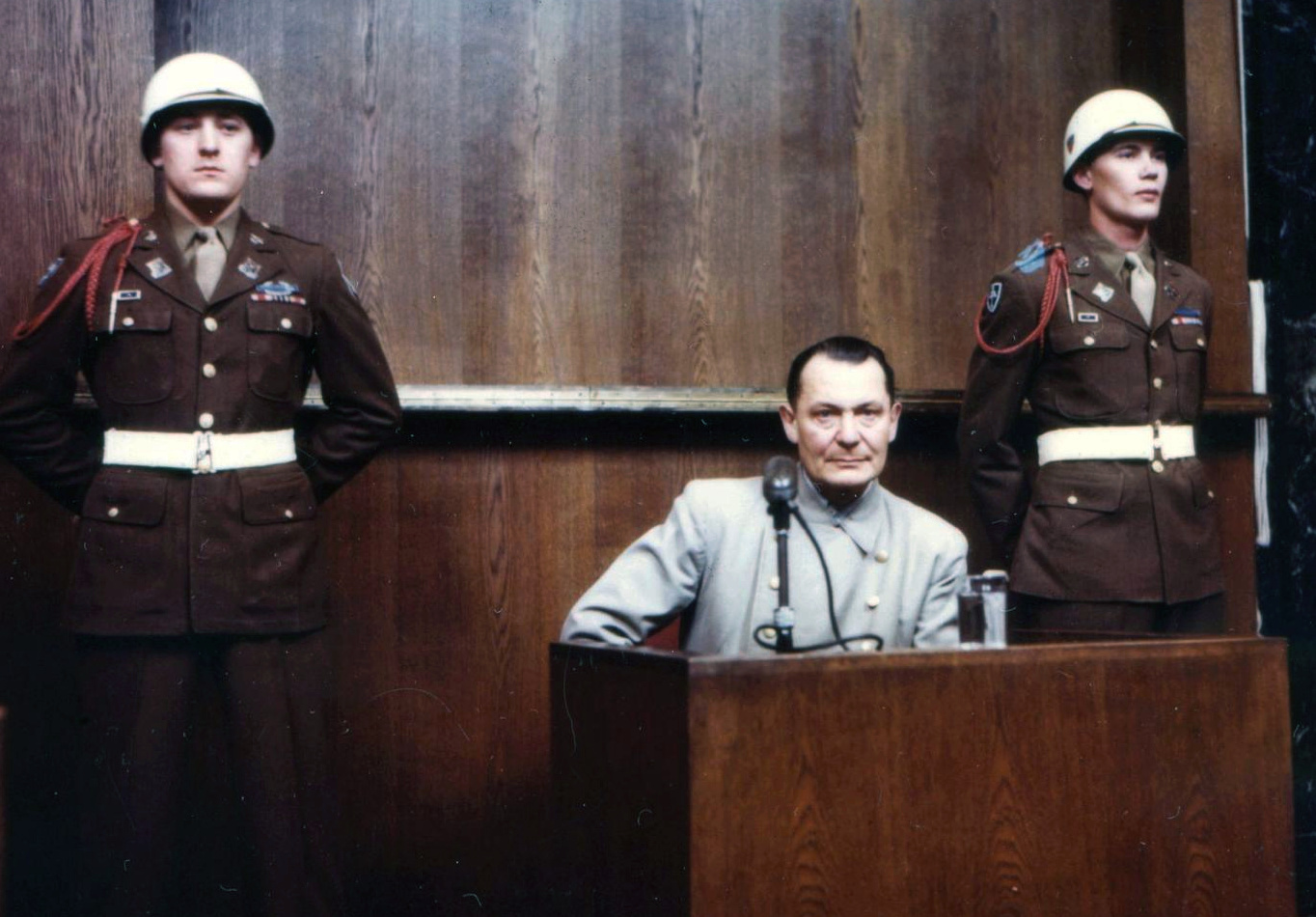
正接受交叉詢問的赫爾曼·戈林

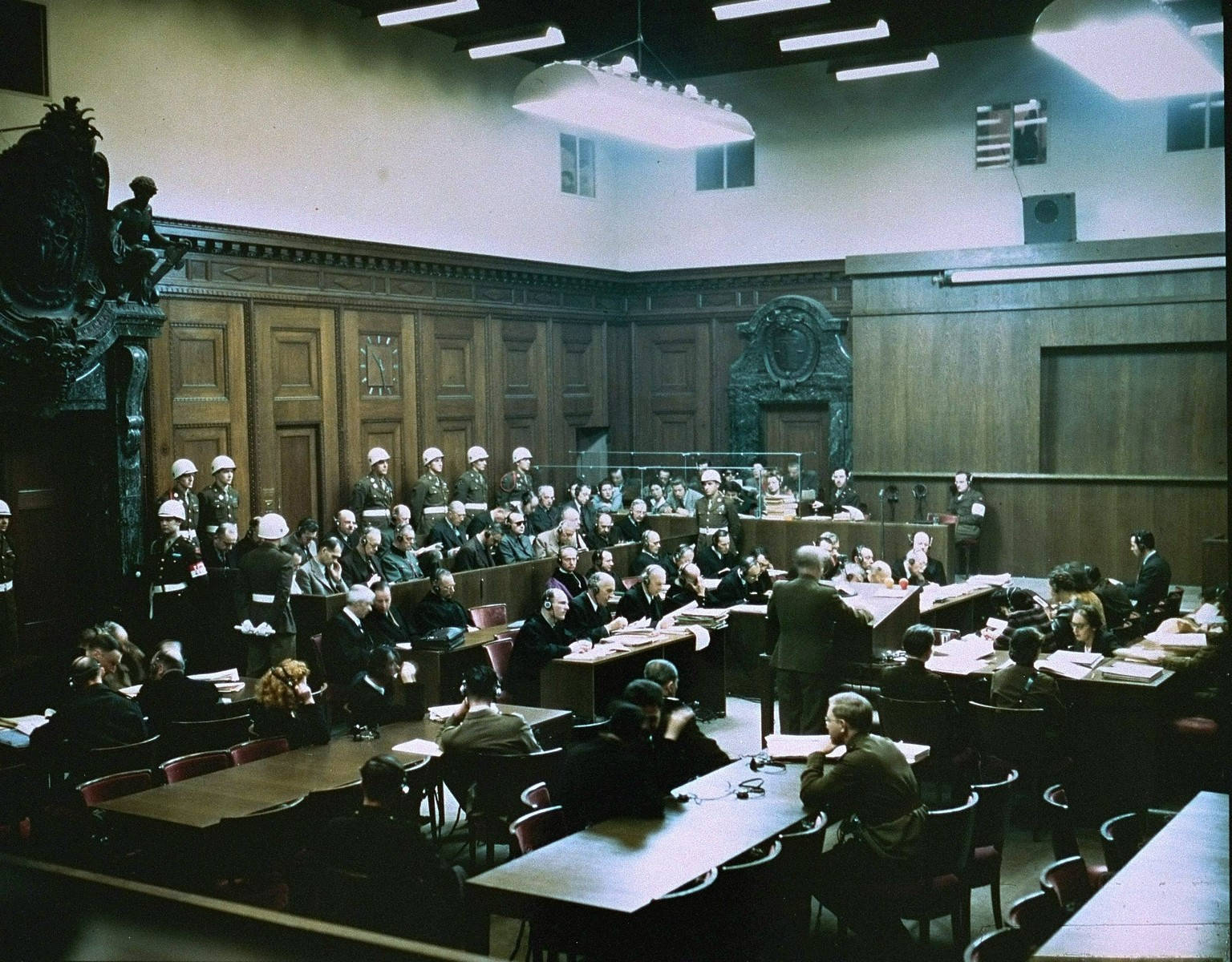
蘇聯代表團成員在法庭上發言

從1946年3月到7月，辯方提出了反駁意見。在檢察官結束陳詞前，已清楚證明被告整體的指控，唯每位被告的個人罪責尚須確認。沒有被告試圖否認納粹的罪行，但部份被告否認自己參與某些罪行，或聲稱自己對其一無所知，尤其是「最終解決方案」。有些辯護律師試圖顛覆檢方論點，主張德國人因為具有集權主義心態和對國家的服從心理，應當免於個人罪責。大多數人拒絕德國偏離西方文明的說法，認為很少有德國人能支持希特勒，因為德國是個文明國家。
被告試圖將罪行歸咎於希特勒，審判過程中後者一共被提及了1200次——超過了前五名被告的總和，而其他缺席和已故的納粹人物，包括希姆萊、萊因哈德·海德里希、阿道夫·艾希曼和博爾曼，也被歸咎於此。為了反駁有關保守派被告促成納粹崛起的說法，辯方將責任推給了德國社會民主黨、工會和其他與德國保持外交關係的國家。與此相對的，大多被告們都避免互相指控。多數都辯稱自己在納粹體系中的地位微不足道，但戈林採取相反的態度，他已預測自己將被處決，但仍希望在德國人民心目中得到平反。
憲章並未承認反指責辯護——以同盟國也犯下被告所指控的罪行為由要求免責。儘管辯護律師多次將紐倫堡法與其他國家的立法等同，將納粹集中營與同盟國拘留設施相比較，並將猶太人驅逐與德國人驅逐等同，法官駁回了他們的論點。阿爾弗雷德·賽德爾多次試圖披露德蘇互不侵犯條約的秘密協議；儘管他最終成功了，但這在法律上無關緊要，法官駁回了他提出的凡爾賽條約問題。六名被告被指控德國入侵挪威，辯護律師辯稱這次入侵是為了防止英國入侵該國；但由於掩蓋行為，辯方未能利用這一論點。。美國海軍五星上將切斯特·尼米茲作證，稱美國海軍也在太平洋對日本使用了無限制潛艇戰；鄧尼茨的辯護律師成功辯稱，這意味著這不可能構成犯罪。法官禁止大部分關於同盟國不當行為的證據進入法庭。
許多辯護律師對審判程序的各個方面表示不滿，並試圖使整個審判過程失去公信力。為了安撫他們，允許被告自由傳喚證人，並聽取了大量無關緊要的證詞。被告的證人有時成功地為他們辯護，但其他證人——包括奧斯威辛前指揮官鲁道夫·霍斯和德國抵抗運動成員漢斯·貝恩德·吉塞維烏斯——則支持了檢察官的案件。在審判過程中，西方法官允許被告更多地指責蘇聯，最終這揭示了蘇聯是第二次世界大戰爆發的共謀者。在冷戰的背景下——例如，1946年溫斯頓·邱吉爾發表了「鐵幕演講」——此次審判成為了譴責不僅是德國，還有蘇聯的手段。

### 結束審判
1946年8月31日，結案辯論開始。在審判過程中，反人類罪，特別是對猶太人的罪行（猶太人作為納粹暴行的受害者比其他任何群體都更常被提及），最終超越了侵略戰爭指控。與開場檢控陳述相對，所有八位結案辯論的發言都強調了大屠殺；法國和英國的檢察官將此視為主要指控，而非侵略罪。除美國檢察官外，所有檢察官均提到了由波蘭猶太法學家拉斐爾·萊姆金最近創立的種族滅絕概念。英國檢察官沙克羅斯引用了證人證詞，講述了來自烏克蘭杜布諾的一個被謀殺的猶太家庭。在結案辯論中，大多數被告因作偽證和否認犯行令法官失望。斯佩爾有道歉，但並未承擔個人罪責，也未提及除德國人民以外的任何受害者。9月2日，法庭休庭；法官們退隱至私人場所開始討論裁決與判刑。判決草案由英國副法官諾曼·伯基特爵士起草。所有八位法官皆參與了討論，但副法官無法投票。

## 判決
國際軍事法庭同意檢察官的看法，認為侵略是對被告最嚴重的指控，並在判決中指出，因為「戰爭本質上是一種邪惡的事物」，「因此，發動侵略戰爭不僅是國際罪行；它是最高國際罪行，與其他戰爭罪的區別在於，它包含了整體罪惡的積累」。由於《紐倫堡憲章》中列舉的罪行範圍廣泛，法官的工作變得更加困難。法官未有定義侵略罪，也未在判決中提及指控的追溯性問題。儘管一些法官仍有疑慮，國際軍事法庭的解釋認為所有指控均有堅實的國際慣例法基礎，且審判程序是公正的。法官們意識到同盟國和軸心國都計劃或犯下過侵略行為，並小心撰寫判決，以避免對同盟國政府或法庭本身造成損害。
法官裁定，存在一個預謀的陰謀，旨在犯下危害和平罪，其目標是「顛覆歐洲秩序」和「建立一個超越1914年邊界的大德國」。與傑克遜認為陰謀始於1920年納粹黨的成立不同，判決將侵略計劃的起始日期定為1937年的霍斯巴赫備忘錄。陰謀指控在法庭上引起了重大分歧；多內迪厄·德·瓦布爾（Donnedieu de Vabres）希望取消該指控。經過英國法官提出的妥協，陰謀指控被縮小為發動侵略戰爭的陰謀。只有八名被告在該指控上被定罪；所有這些被告也被判犯有危害和平罪。所有22名被告均被指控危害和平罪，12人被定罪。戰爭罪和反人類罪指控得到最大支持，只有兩名被告因這些指控被無罪釋放。法官認為，關於1939年前德國猶太人的反人類罪並不屬於法庭的管轄範圍，因為檢察官未能證明這與侵略戰爭有關。
四個組織被判定為犯罪組織：納粹黨領導層、納粹黨衛軍（SS）、蓋世太保（Gestapo）和安全總部（SD），但一些較低級別的成員和子組織被排除在外。判決僅在能夠證明自願參與和對犯罪目的的知情的情況下才會對個人負刑事責任，這使得去納粹化工作變得更加複雜。衝鋒隊（SA）、帝國內閣和德國總參謀部及最高指揮部未被判定為犯罪組織。儘管國防軍（Wehrmacht）領導層未被視為《憲章》意義上的組織，判決將其誤表示為免責，是潔淨國防軍神話的基礎之一。儘管如此，審判仍然促使德國媒體對國防軍的戰爭罪行進行報導。
判刑經過了長時間的辯論。12名被告被判處死刑（戈林、里宾特洛甫、凱特爾、卡爾滕布魯納、羅森堡、法郎克、弗利克、绍克尔、约德尔、施特莱歇尔、賽斯-英夸特和鲍曼）。10月16日，十名被告被絞死，戈林在前一天自殺。七名被告被送往斯潘道監獄服刑。三名被告因法官間的意見僵局而被無罪釋放；這些無罪判決令大眾感到驚訝。儘管被指控犯有相同罪行，绍克尔被判死刑，而斯佩爾則被判入獄，因為法官認為他有改過自新的可能。尼基琴科針對所有無罪釋放發表了異議，並呼籲赫斯應被判死刑，同時判定所有組織有罪。
| 圖 | 姓名                   | 反和平密謀罪 | 侵略計畫、實行罪 | 戰爭罪 | 反人道罪 | 判決                   | 執行                                 | 註記                                                                             |
| -- | ---------------------- | ------------ | ---------------- | ------ | -------- | ---------------------- | ------------------------------------ | -------------------------------------------------------------------------------- |
|    | 赫尔曼·戈林            | 有罪         | 有罪             | 有罪   | 有罪     | 死刑                   | 執行前自殺 （原第一位執行絞刑）      | 前希特勒接班人、國會議長、空軍總司令、帝国元帥，四年经济计划全权负责人。         |
|    | 约阿希姆·冯·里宾特洛甫 | 有罪         | 有罪             | 有罪   | 有罪     | 死刑                   | 第一位執行絞刑                       | 外交部长。                                                                       |
|    | 威廉·凯特尔            | 有罪         | 有罪             | 有罪   | 有罪     | 死刑                   | 第二位執行絞刑                       | 最高统帅部参谋总长，陸軍元帥。                                                   |
|    | 恩斯特·卡爾滕布倫納    | 起訴         | 不起訴           | 有罪   | 有罪     | 死刑                   | 第三位執行絞刑                       | 盖世太保总监，刑事警察总监。                                                     |
|    | 阿爾弗雷德·羅森堡      | 有罪         | 有罪             | 有罪   | 有罪     | 死刑                   | 第四位執行絞刑                       | 东方占领区事务部长。                                                             |
|    | 汉斯·法郎克            | 起訴         | 不起訴           | 有罪   | 有罪     | 死刑                   | 第五位執行絞刑                       | 波兰占领区总督。                                                                 |
|    | 威廉·弗利克            | 起訴         | 有罪             | 有罪   | 有罪     | 死刑                   | 第六位執行絞刑                       | 内政部长。                                                                       |
|    | 弗里茨·绍克尔          | 起訴         | 起訴             | 有罪   | 有罪     | 死刑                   | 第七位執行絞刑                       | 劳动力调配全权总代表。                                                           |
|    | 阿尔弗雷德·约德尔      | 有罪         | 有罪             | 有罪   | 有罪     | 死刑                   | 第八位執行絞刑                       | 最高统帅部作战局局长，陆军大将。執行六年後獲平反。                               |
|    | 尤利乌斯·施特莱歇尔    | 起訴         | 不起訴           | 不起訴 | 有罪     | 死刑                   | 第九位執行絞刑                       | 反猶太人刊物《冲锋报》主编。                                                     |
|    | 阿圖爾·賽斯-英夸特     | 起訴         | 有罪             | 有罪   | 有罪     | 死刑                   | 第十位執行絞刑                       | 奥地利总督，荷兰占领区总督。                                                     |
|    | 马丁·鲍曼              | 起訴         | 不起訴           | 有罪   | 有罪     | 死刑                   | 判決缺席，生死未卜，1973年時確認死亡 | 希特勒秘书。                                                                     |
|    | 鲁道夫·赫斯            | 有罪         | 有罪             | 起訴   | 起訴     | 終身監禁               | 1987年上吊自殺                       | 纳粹党副党魁，不管部部長。1941年單獨飛往英國。                                   |
|    | 瓦尔特·冯克            | 起訴         | 有罪             | 有罪   | 有罪     | 終身監禁               | 1957年因病獲釋                       | 政府新闻总署和宣传部负责人，德国经济部长，战争经济全权委员会，德国国家银行总裁。 |
|    | 埃里希·雷德尔          | 起訴         | 有罪             | 起訴   | 不起訴   | 終身監禁               | 1955年因病獲釋                       | 海军总司令，国防委员会成员，海军名义总监。                                       |
|    | 巴爾杜爾·馮·席拉赫     | 起訴         | 不起訴           | 不起訴 | 有罪     | 有期徒刑20年           | 有期徒刑20年                         | 全德青年领导人，驻维也纳总督。                                                   |
|    | 阿尔伯特·斯佩尔        | 不起訴       | 不起訴           | 有罪   | 有罪     | 有期徒刑20年           | 有期徒刑20年                         | 军备和战时生产部长。                                                             |
|    | 康斯坦丁·冯·纽赖特     | 有罪         | 有罪             | 有罪   | 有罪     | 有期徒刑15年           | 1954年因病獲釋                       | 外交部长，不管部部长，波西米亚和摩拉维亚保护国总督。                             |
|    | 卡尔·邓尼茨            | 起訴         | 有罪             | 有罪   | 不起訴   | 10年有期徒刑           | 10年有期徒刑                         | 潜艇舰队司令，海军元帅，希特勒指定的元首继承人。                                 |
|    | 汉斯·弗里切            | 起訴         | 起訴             | 起訴   | 不起訴   | 無罪                   | 無罪                                 | 宣传部国内新闻司司长。                                                           |
|    | 弗兰茨·冯·巴本         | 起訴         | 起訴             | 不起訴 | 不起訴   | 無罪                   | 無罪                                 | 德国总理，内阁副总理，驻奥地利、土耳其使节。                                     |
|    | 亞爾馬·沙赫特          | 起訴         | 起訴             | 不起訴 | 不起訴   | 無罪                   | 無罪                                 | 国家银行总裁，战争经济全权委员。                                                 |
|    | 古斯塔夫·克虏伯        | 起訴         | 起訴             | 起訴   | 起訴     | （因健康理由而不追訴） | （因健康理由而不追訴）               | 重工業企業家。                                                                   |
|    | 罗伯特·莱伊            | 起訴         | 起訴             | 起訴   | 起訴     | （判決前自殺）         | （判決前自殺）                       | 德国劳动战线和纳粹党组织领导人。                                                 |

## 紐倫堡後續審判

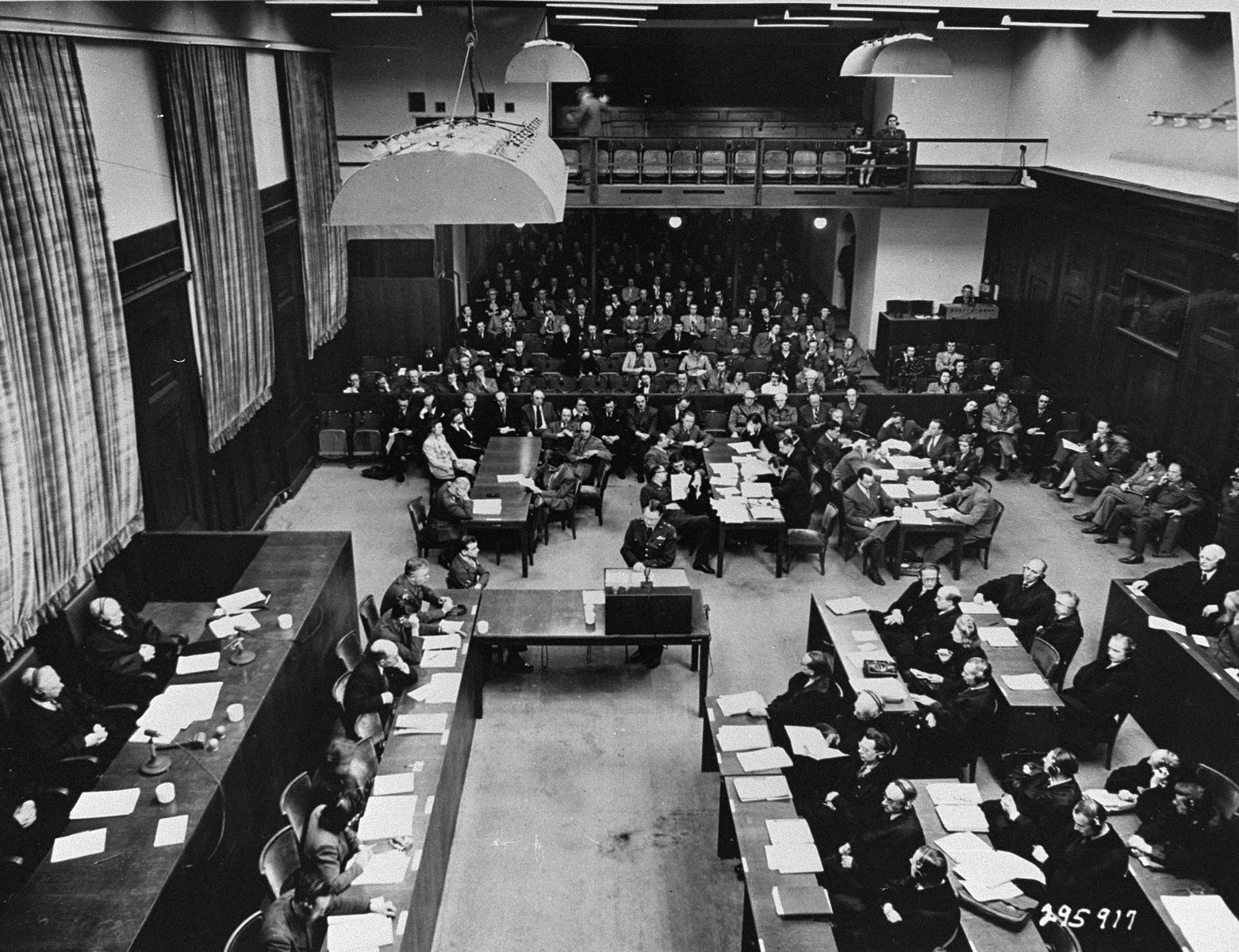
泰爾福德·泰勒在部委審判中為檢方開庭發表開場陳述，1948年1月6日。

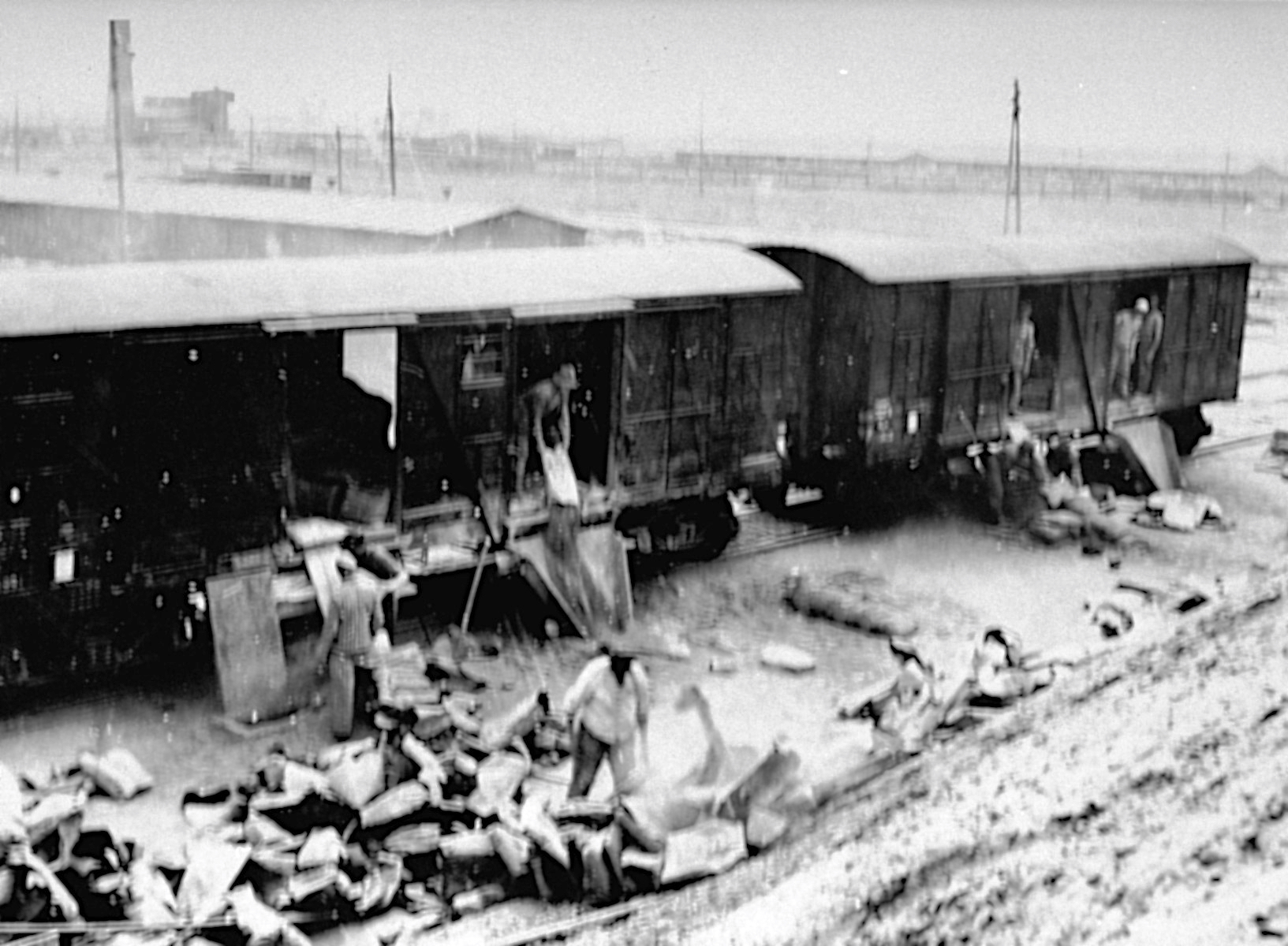
莫諾維茨的囚犯卸載水泥，作為IG Farben審判的證據。

最初計劃為德國工業家舉行第二場國際法庭審判，但由於同盟國之間的分歧，這場審判並未舉行。十二場軍事審判僅由美國在與國際軍事法庭同一法庭舉行。根據聯合控制委員會法令第10號，美國軍隊逮捕了近10萬名德國人作為戰犯。戰爭罪行首席律師辦公室識別了2,500名主要戰犯，其中177人受審。由於後勤或財務原因，許多最嚴重的罪犯未被起訴。
其中一系列審判聚焦於德國專業人士的行為：醫生審判集中於納粹人體實驗和納粹德國安樂死謀殺，法官審判則聚焦於納粹德國法律中法官在納粹罪行中的角色，部委審判則針對德國政府部門官僚的罪責，特別是外交部。工業家也有被告受審，在弗里克審判、IG Farben審判和克虜伯審判中，因為使用強迫勞動、掠奪納粹受害者的財產和資助納粹黨衛軍的暴行。黨衛軍成員在波爾審判中受審，該審判聚焦於監督黨衛軍經濟活動的黨衛軍經濟和行政總局成員，包括納粹集中營；RuSHA審判處理納粹種族政策； 別動隊審判則對行動隊成員進行審判，這些行動隊在東線後方謀殺了超過一百萬人。德國空軍將軍艾爾哈德·米爾希因使用奴隸勞動和驅逐平民而受審。在人質案件中，數名將軍因處決數千名人質和戰俘、掠奪財物、使用強迫勞動和驅逐巴爾幹地區的平民而受審。其他將軍則在高級指揮部審判中受審，因策劃侵略戰爭、發佈犯罪命令、驅逐平民、使用奴隸勞動和在蘇聯的掠奪行為而受到起訴。
這些審判強調了德國在大屠殺中犯下的罪行。審判聽取了1300名證人，提交了超過30,000份文件作為證據，並產生了132,855頁的記錄，判決總共有3,828頁。在177名被告中，142人被定罪，25人被判處死刑；判刑的嚴重性與被告與大規模屠殺的關聯程度有關。法律史學家凱文·瓊·赫勒認為，這些審判的最大成就「是它們對國際刑法的形式和實質的無法估量的貢獻」，這一領域在國際軍事法庭中尚未得到充分發展。

## 對判決的反應

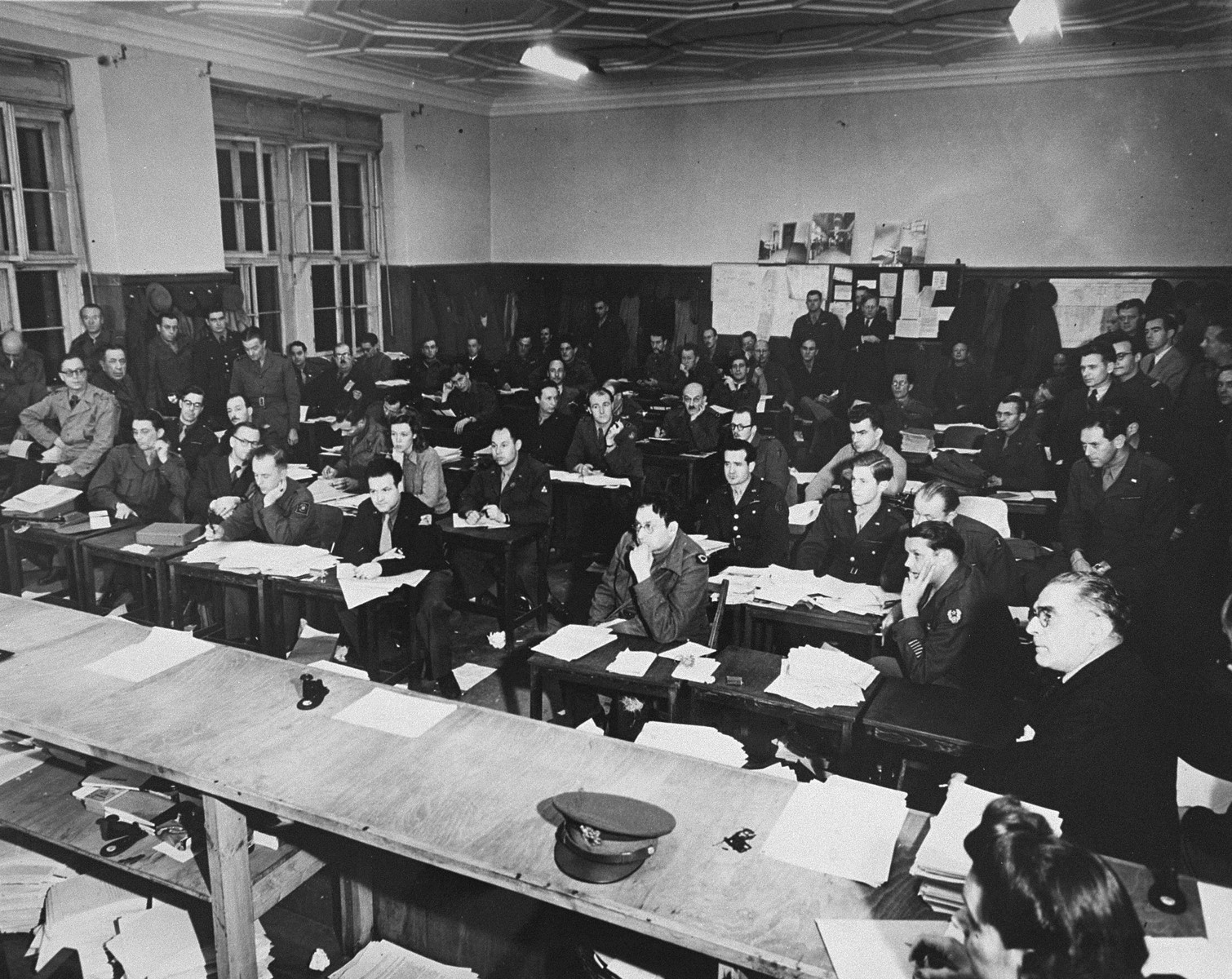
國際軍事法庭的媒體

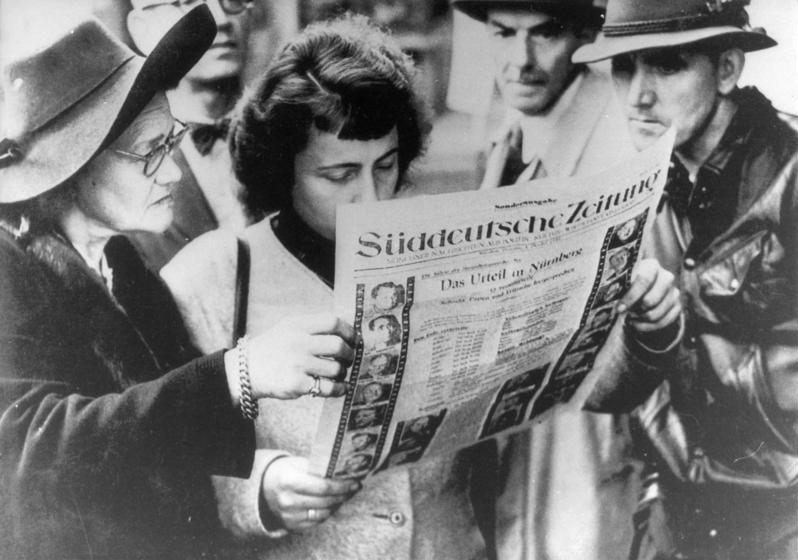
德國人閱讀《南德意志報》報導

總共有249名記者被授權報導紐倫堡軍事法庭的審判，並發放了61,854張旁聽票。在法國，對魯道夫·赫斯的判決和對組織的無罪釋放引發了媒體的憤慨，尤其是對於流放者和抵抗戰士的組織，因為這些判決被認為過於寬容。在英國，儘管報導顯示了各種不同的反應，但很難保持對漫長審判的興趣。在檢察官對一些判決感到失望的同時，辯護方則可獲得某種程度的滿意。
當時許多德國人將注意力集中在尋找食物和住所上。儘管如此，多數人仍閱讀了有關審判的報導。在1946年的一項民意調查中，約有78%的德國人認為審判公平，但四年後比例降至38%，並有30%認為審判不公平。隨著時間的推移，越來越多的德國人認為這些審判是勝利者操弄的司法，並認為這是強加集體罪責的行為，他們拒絕接受這一點，並將自己視為戰爭的受害者。隨著冷戰的開始，迅速變化的政治環境開始影響審判的有效性。紐倫堡軍事法庭的教育目的未能達成，部分原因是德國社會對戰爭罪行審判的抵制，也因為美國軍隊拒絕將審判記錄翻譯成德語，擔心這會削弱對抗共產主義的努力。
德國的教會，包括天主教和新教，強烈支持大赦。在1949年成立的西德，對於戰犯的赦免也得到了多數黨派的支持。美國方面為了使西德與西方集團結盟，於1949年提前釋放紐倫堡法庭定罪的囚犯。1951年，高級專員約翰·J·麥克洛伊推翻了大多數判決，最後三名囚犯均在行動隊審判中被定罪，於1958年獲釋。德國民眾認為提前釋放囚犯證明了判決不合法。紐倫堡法庭的被告因需要蘇聯的許可才能釋放，故斯佩爾未能獲得提前釋放，赫斯則一直在監獄中，直到1987年去世。到了1950年代末，隨著政治文化的更大開放和對納粹罪行的新揭露，包括在西德法院對納粹加害者的首次審判，西德對釋放的共識開始動搖。

## 影響

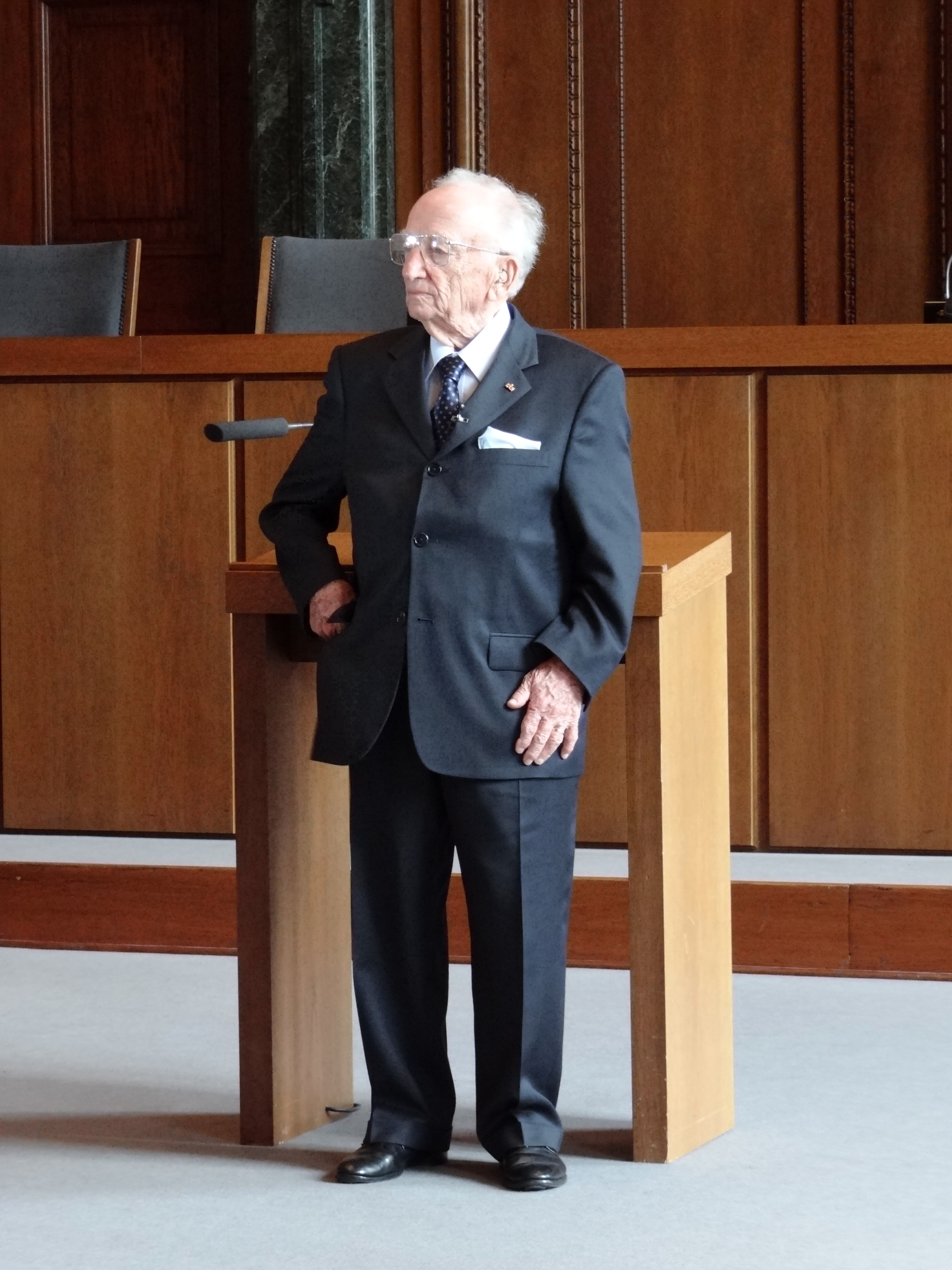
班傑明·B·費倫茲，行動隊審判的首席檢察官，2012年在紐倫堡宮殿法庭開庭

國際軍事法庭及其《憲章》「標誌著國際刑法的真正開始」。審判的反應從正向到譴責不一。初期反應主要是譴責，隨著時間推移，反應變得更加正面。
對於僅選擇起訴戰敗的軸心國和所有四個同盟國的偽善行為，這些問題受到了最強烈且長久的批評。例如德蘇互不侵犯條約、數百萬德國人從中東歐被驅逐、強迫勞動、以及對反殖民起義的暴力鎮壓，根據《紐倫堡憲章》中對國際罪行的定義，這些行為應被視為非法，但卻未被起訴。另一個爭議來自於起訴那些在當時並未被視為犯罪的行為，特別是危害和平罪。同樣新穎但爭議較小的是反人類罪、陰謀指控和對個人違反國際法的刑罰。除了這些批評，審判還因將歷史事件強行納入法律範疇而遭到指責。
遠東國際軍事法庭（東京審判）從紐倫堡審判借用了許多理念，包括四項指控，並且由杜魯門政府計劃藉此加強紐倫堡審判的法律遺產。1946年12月11日，聯合國大會一致通過了一項決議，確認了「紐倫堡審判憲章所認可的國際法原則及法庭判決」。1950年，國際法委員會起草了紐倫堡原則，以便編纂國際刑法，儘管冷戰阻礙了這些原則的採用，直到1990年代才得以實施。1948年的種族滅絕公約比倫金最初的概念更加有限，並且其效力受冷戰政治的進一步限制。到1990年代，國際刑法的復興包括為南斯拉夫（ICTY）和盧旺達（ICTR）建立的特設國際刑事法庭，這些被廣泛認為是紐倫堡和東京審判遺產的一部分。1953年提議的永久國際刑事法院（ICC）於2002年成立。
這些審判是歷史上首次使用即時口譯，同時促進了翻譯方法的進步。紐倫堡宮殿法庭擁有一個關於該審判的博物館，並且該法庭成為了一個旅遊景點，2005年吸引了13,138名遊客。紐倫堡軍事法庭是歷史上研究最多的審判之一，並且成為了大量書籍和學術出版物的主題，以及像《紐倫堡大審》（1961年）和《正義的記憶》（1976年）這樣的電影。

## 書目
- Acquaviva, Guido. . Journal of International Criminal Justice（英语：Journal of International Criminal Justice）. 2011, 9 (4): 881–903. doi:10.1093/jicj/mqr010 .
- Bassiouni, M. Cherif. . Cambridge University Press. 2011. ISBN 978-1-139-49893-7 （英语）.
- Brüggemann, Jens.  [Men of honor?: the Wehrmacht generals in the Nuremberg trial 1945/46: the emergence of a legend]. Ferdinand Schöningh（英语：Ferdinand Schöningh）. 2018. ISBN 978-3-506-79259-4 （德语）.
- Douglas, Lawrence. . Yale University Press. 2001. ISBN 978-0-300-10984-9 （英语）.
- Echternkamp, Jörg. . Berghahn Books（英语：Berghahn Books）. 2020. ISBN 978-1-78920-558-9 （英语）.
- Fleming, Michael. . Cambridge University Press. 2022. ISBN 978-1-009-11660-2 （英语）.
- Gemählich, Matthias.  ["Our fight for peace": France and the Nuremberg trial (1945–1946)]. Revue d'Allemagne et des pays de langue allemande. 2019, 51 (2): 507–525. ISSN 0035-0974. doi:10.4000/allemagne.2053  （法语）.
- Heller, Kevin Jon. . Oxford University Press. 2011. ISBN 978-0-19-923233-8.
- Hirsch, Francine. . Oxford University Press. 2020. ISBN 978-0-19-937795-4 （英语）.
- Machcewicz, Paweł; Paczkowski, Andrzej.  [Guilt, Punishment, Politics: Dealing with the Crimes of World War II]. Kraków: Znak（英语：Znak (publisher)）. 2021. ISBN 9788324079605 （波兰语）.
- Mouralis, Guillaume.  [The Nuremberg trial: a look back at seventy years of research]. Critique Internationale. 2016, 73 (4): 159. doi:10.3917/crii.073.0159 （法语）.
- Mouralis, Guillaume.  [The Nuremberg moment: The international trial, the lawyers and the racial question]. Presses de Sciences Po（英语：Presses de Sciences Po）. 2019. ISBN 978-2-7246-2422-9 （法语）.
- Musa, Shavana. . . Brill Nijhoff（英语：Brill Nijhoff）. 2016: 367–386. ISBN 978-90-04-28417-3 （英语）.
- Priemel, Kim Christian. . Oxford University Press. 2016. ISBN 978-0-19-256374-3 （英语）.
- Safferling, Christoph J. M. . . Nomos publishing house（英语：Nomos）. 2020: 41–54. ISBN 978-3-8487-3688-1. doi:10.5771/9783845280400-41.
- Sayapin, Sergey. . T.M.C. Asser Press（英语：T.M.C. Asser Press）. 2014. ISBN 978-90-6704-927-6 （英语）.
- Sellars, Kirsten. . European Journal of International Law（英语：European Journal of International Law）. 2010, 21 (4): 1085–1102. doi:10.1093/ejil/chq070 .
- Sellars, Kirsten. . Cambridge University Press. 2013. ISBN 978-1-107-02884-5 （英语）.
- Sharples, Caroline. . . Palgrave Macmillan UK（英语：Palgrave Macmillan UK）. 2013: 31–50. ISBN 978-1-137-35077-0 （英语）.
- Tomuschat, Christian. . Journal of International Criminal Justice. 2006, 4 (4): 830–844. doi:10.1093/jicj/mql051 .
- Weinke, Annette.  [The Nuremberg trials]. C.H.Beck（英语：C.H.Beck）. 2006. ISBN 978-3-406-53604-5 （德语）.